# Kościan
Kościan (niem. Kosten) – miasto w województwie wielkopolskim, siedziba powiatu kościańskiego oraz gminy wiejskiej Kościan.
Miasto królewskie, należące do starostwa kościańskiego, pod koniec XVI wieku leżało w powiecie kościańskim województwa poznańskiego.
Według danych GUS na 1 stycznia 2023, miasto liczyło 23 563 mieszkańców.

## Położenie

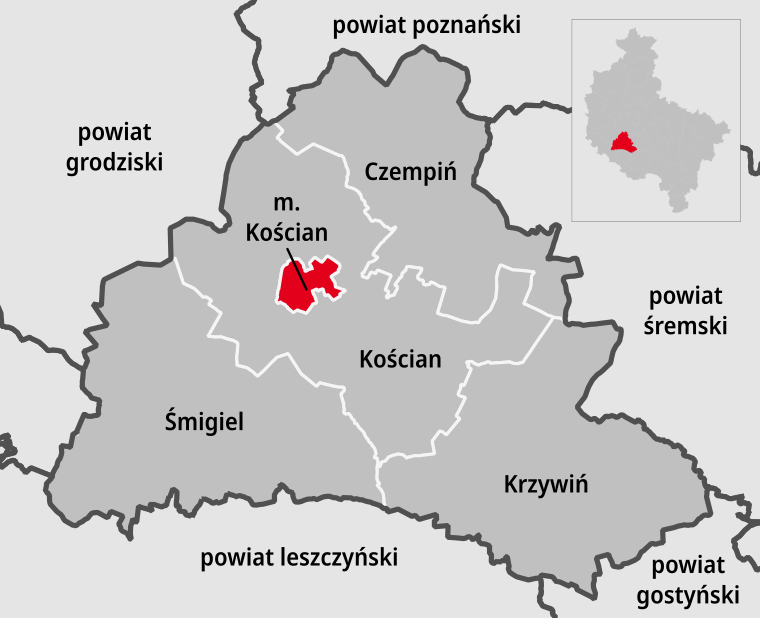
Położenie gminy miejskiej Kościan w powiecie kościańskim.

Miasto leży nad Kanałem Kościańskim, który wpływa do Kanału Południowego rzeki Obry na Wysoczyźnie Leszczyńskiej ok. 42 km na południe od Poznania.

## Nazwa
Miasto ma metrykę średniowieczną i jest notowane od XIII wieku. Po raz pierwszy w 1242 w formie Costan, 1296 Cosczan, Coczan, 1305 Costen, 1353 civitate Costan, 1396 Coscan, 1410 oppidum Costczan, 1550-60 Costen, 1488 in Costan, 1510 Costen, Costan, 1564-65 Kośczan, zamku kościeńskiego, Kosczian, 1628-32 Koscian, 1659-65 Civitatem Costensem, Kościan, niem. Kosten, 1883 Kościan oraz po niem. Kosten.
Nazwa Kościan pochodzi od nazwy osobowej Kościan lub Kościen albo od nazwy apelatywnej kościan, kościen, koścień oznaczającej początkowo ostry koniec czegoś: laski, kija, kostura, kolca. Później nazwę tę stosowano również na określenie ostrej trawy lub sitowia. Prawdopodobnie odnosi się ona do „koszczki” – określenia rośliny bagiennej porastającej podmokłe tereny doliny Obry; „kościen”, „kościeniec” oznaczał sitowiec, sitową trawę.

## Historia
Pierwsze odkrycia archeologiczne w mieście i okolicy przeprowadzone zostały w XIX wieku, ujawniając wczesne ślady osadnictwa. Pod miastem odkopanych zostało 5 srebrnych naramiennic oraz mała srebrna czara „kropkowana”. Znaleziska te odkryte pod zaborem pruskim zostały umieszczone w Muzeum Archeologicznym w Berlinie. Pod koniec XIX wieku odkopano w okolicy również pogańskie cmentarzysko, z którego wydobyte zostały skorupy urn, a także klin z serpentynitu.
Pierwsze pisane wzmianki o Kościanie pochodzą z XII wieku. Pierwszy historyczny zapis źródłowy podający nazwę miasta w formie „Costan” występuje w 1242 roku w dokumencie pobliskiego opactwa benedyktynów w Lubiniu, który zawarty jest w Kodeksie dyplomatycznym Wielkopolski. W XIII wieku był on osadą targową, zlokalizowaną w okolicy obecnego Placu Wolności, dopiero później – ze względów bezpieczeństwa – mieszkańcy przenieśli się na wyspę w widłach Obry.

### Osada w okresierozbicia dzielnicowego Polski

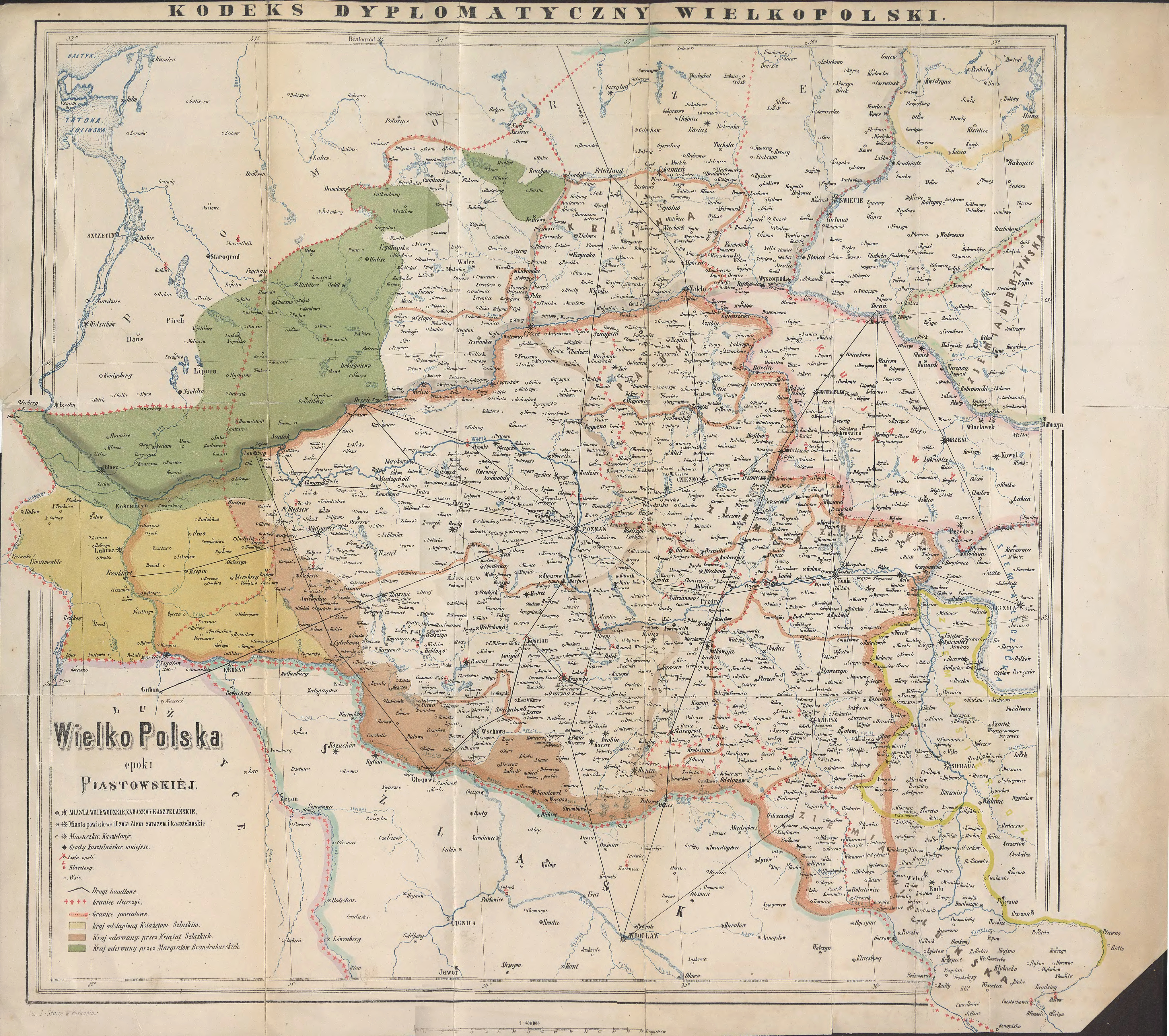
Kościan na historycznej mapie Wielkopolski sporządzonej w 1888 roku według danych zaczerpniętych z Kodeksu dyplomatycznego

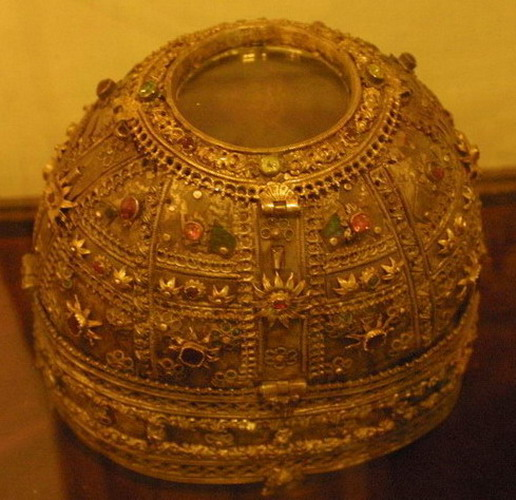
Relikwiarz z końca XV wieku z fary w Kościanie znajdujący się obecnie w Muzeum Arcidiecezjalnym w Poznaniu.

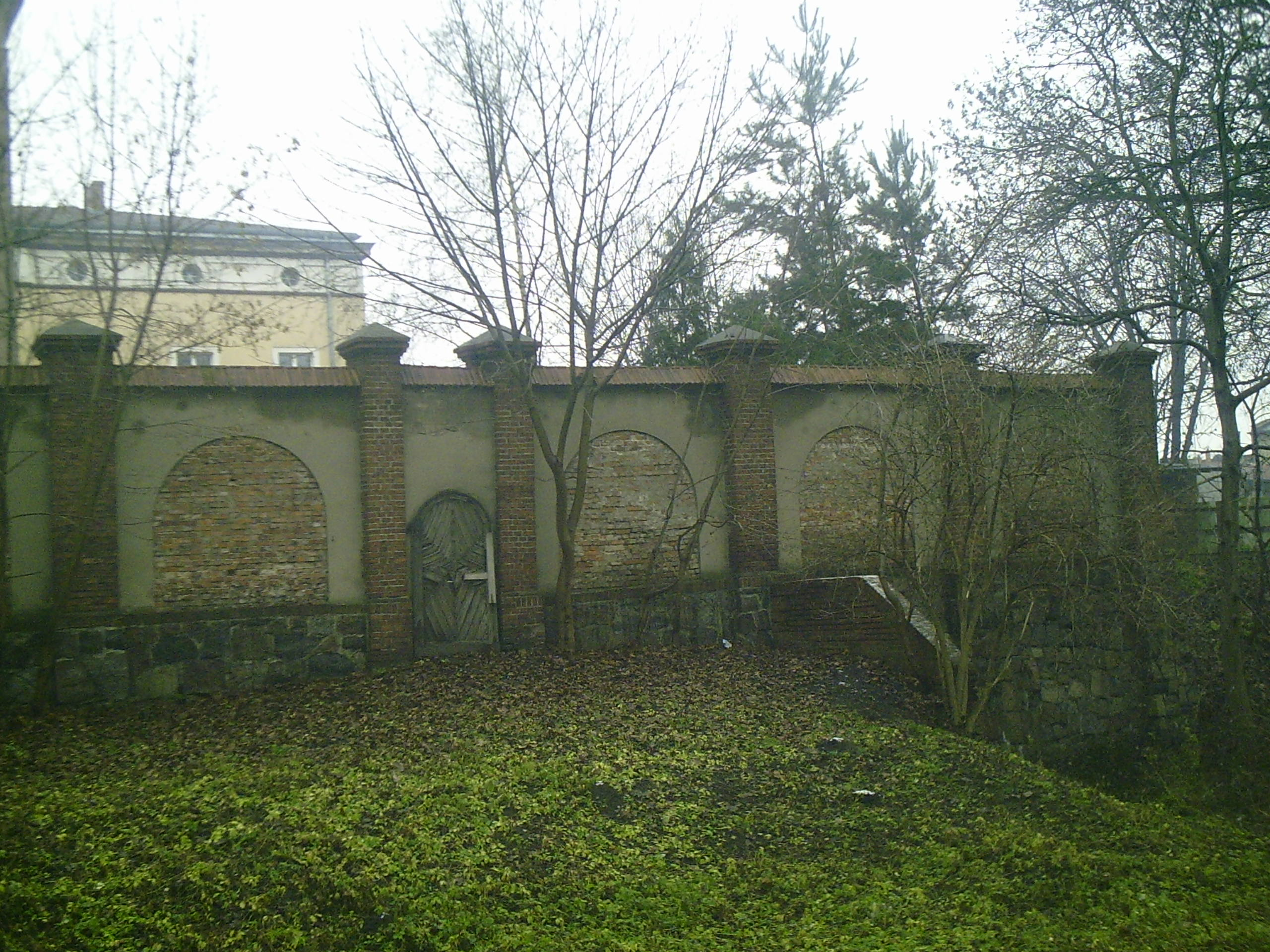
Mury miejskie

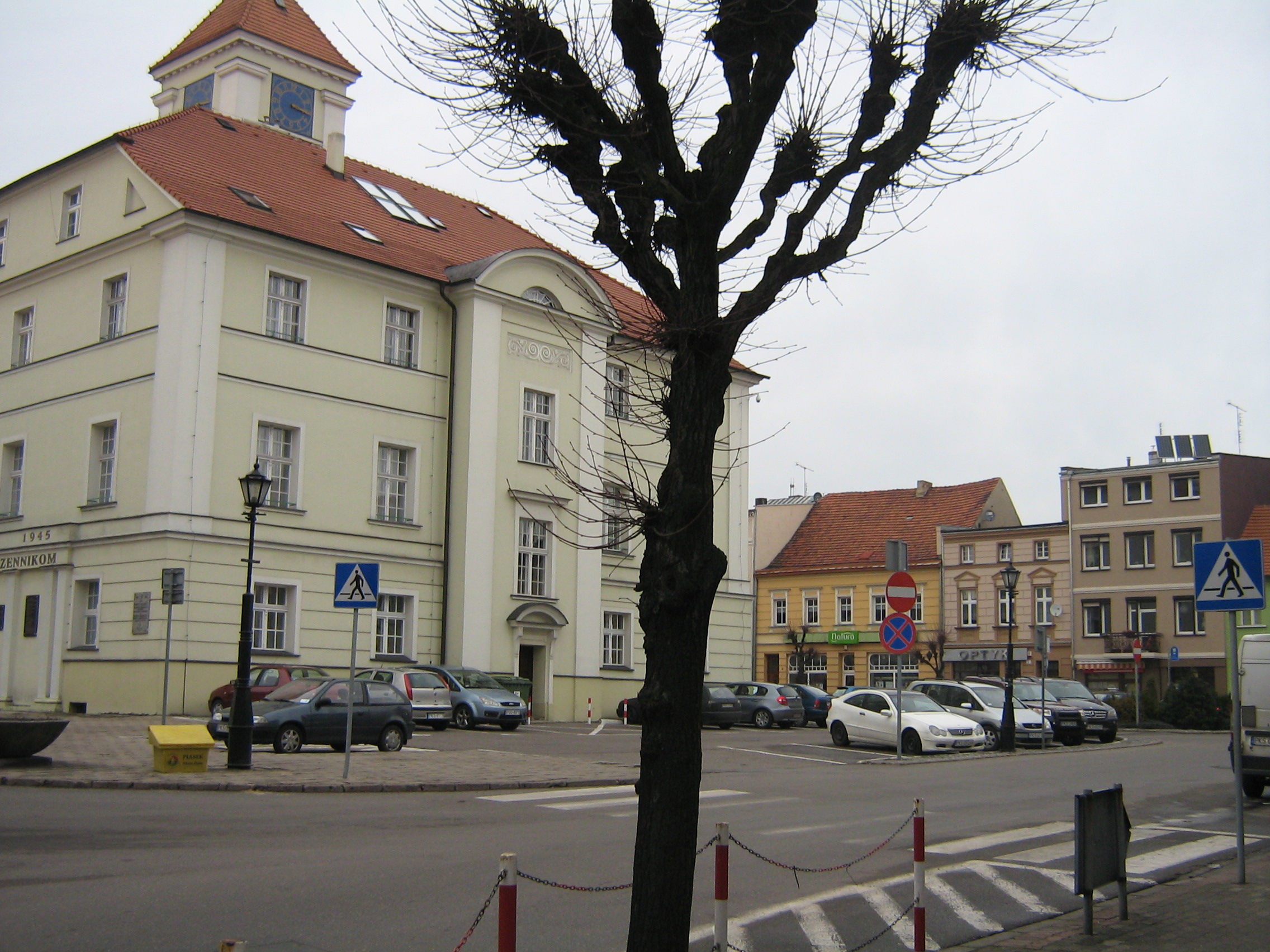
Rynek w Kościanie

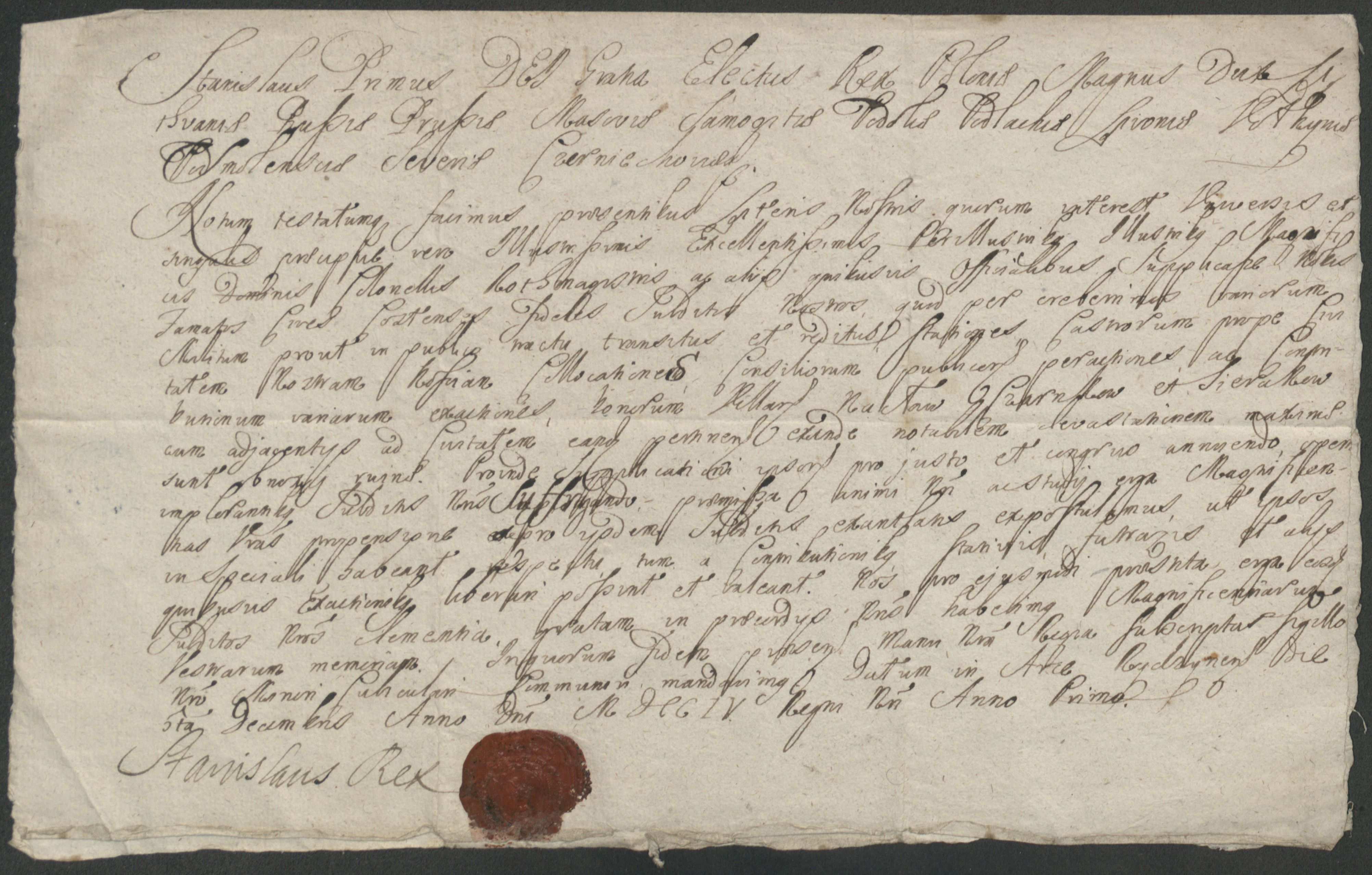
Stanisław I Leszczyński odciąża Kościan od obowiązku kwaterowania wojska, 1704 r. (miejsce przechowywania: Archiwum Państwowe w Poznaniu).

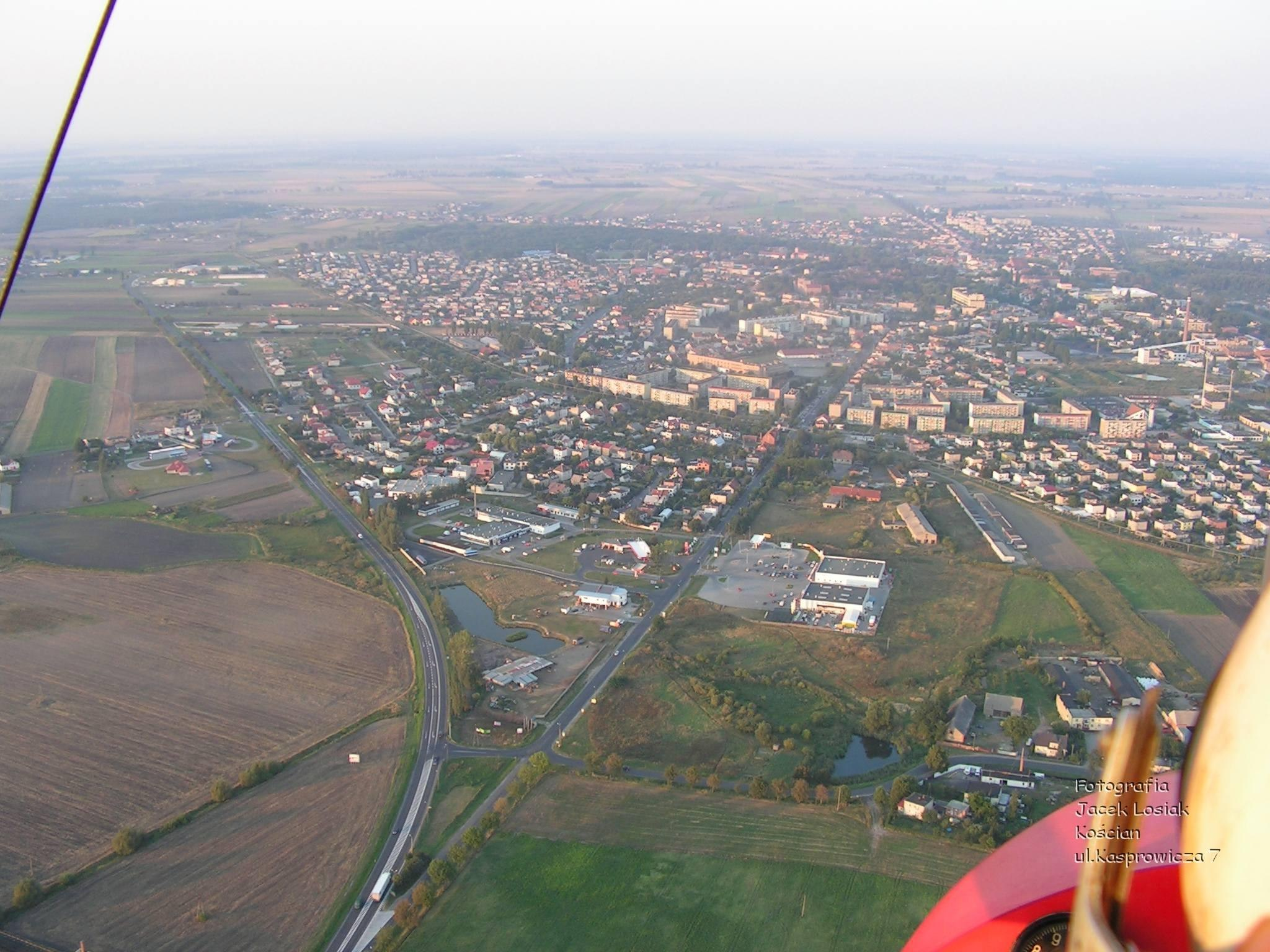
Widok z lotu ptaka

Kościan powstał przy przeprawie przez bagna rzeki Obry, przez którą biegła droga handlowa ze Śląska do Poznania. Osada po raz pierwszy wspomniana w 1140, kiedy po śmierci Bolesława Krzywoustego, Śląsk oraz Wielkopolskę najechał książę czeski Sobiesław I Przemyślida, który chciał zbudować w miejscu obecnego Kościana wysunięty na północ gród obronny dla ochrony swoich zdobyczy. Według Kodeksu Dyplomatycznego władca ten zmarł jednak w 1140 przed ukończeniem warowni. Dzięki jego planom militarnym powstać miała jednak osada, która później rozwinęła się w miasto.
W 1242 miejscowość wymieniona została jako czoło opola kościańskiego. W 1238 Henryk III Biały książę wrocławski nadał duchowieństwu w Kościanie różne przywileje. Prawa miejskie uzyskał Kościan w drugiej połowie XIII wieku, lokacja na prawie polskim nastąpiła u schyłku panowania księcia wielkopolskiego Przemysła I (1241–1257), w czasie rządów Bolesława Pobożnego (1257–1279), lub na początku rządów Przemysła II (1279–1296), późniejszego króla Polski. Początkowo był więc Kościan własnością książąt wielkopolskich
10 marca roku 1296 książęta, kujawski Władysław Łokietek i głogowski Henryk III zawarli ugodę pod Krzywinem o podziale Wielkopolski, wtedy to Kościan na dłuższy czas stał się częścią Księstwa głogowskiego, bowiem według postanowień traktatowych Henryk III obejmował wszystkie ziemie na południe od rzeki Obry plus Kasztelanie: zbąszyńską i wschowską. Władysław I Łokietek adoptował syna Henryka III – Henryka IV Wiernego i czynił go następcą w poznańskiem.
Miasto odczuło przebieg i skutki wojny między Polską Łokietka a państwem krzyżackim: W roku 1332 udało się Zakonowi krzyżackiemu zdobyć przewagę nad Władysławem Łokietkem, a nawet zdobyć jego rodzinny gród – Brześć Kujawski plus całe Kujawy. W sierpniu roku 1332 wojska królewskie wsparte przez oddziały z Węgier przeprowadzały kontratak jednak zostały okrążone - pod naciskiem papieża zawarto więc nad rzeką Drwęcą rozejm. Wobec sytuacji zwolnienia ich na północy, ciągle aktywne wojska polskie zostały skierowane ku zachodowi - nad graniczną Obrę. Podjęto decyzję o ataku na książąt głogowskich, którzy chcąc umocnić swoje władanie; wedle litery układu z 10 marca 1296, na południe od Obry wspomagali poprzez dywersję w tej wojnie stronę Zakonu krzyżackiego. Siła polska została skoncentrowana na zdobycie umocnień Kościana, a atak poprowadził dowodzący posiłkami węgierskimi syn Króla Polski – Kazimierz III, udało mu się osadą zdobyć szturmem a około 100 obrońców rozkazał wyciąć. Po tych wydarzeniach, odebraniu Kościana Głogowczykom i włączeniu go do domeny Piastów kujawskich stał się on miastem królewskim.

### W późnym średniowieczu
27 kwietnia 1400 roku król Władysław Jagiełło, w trakcie jednej z wielu wizyt w Kościanie przeniósł miasto oraz należące do niego wsie Nacław, Sieraków i Czarków na prawo magdeburskie.
Miasto było drugim po Poznaniu ośrodkiem miejskim w Wielkopolsce. Kościan stał się siedzibą powiatu, pierwsze wzmianki o powiecie kościańskim pochodzą z 1397 roku. Utworzony w drugiej połowie XIV wieku powiat kościański obejmował, z wyjątkiem Ziemi Wschowskiej, całą południowo-zachodnią część Wielkopolski. Na czele powiatu stał powoływany przez monarchę starosta. Pierwszym znanym starostą kościańskim był Jan z Rydzyny i Czerniny k. Góry Śląskiej (1409–1410). Z utworzeniem osobnego powiatu kościańskiego wiązało się utworzenie osobnych od Poznania sądów: ziemskiego i grodzkiego, które przetrwały do schyłku I Rzeczypospolitej. W czasie wojny trzynastoletniej Kościan wystawił w 1458 roku 40 pieszych na odsiecz oblężonej polskiej załogi Zamku w Malborku.
W mieście istniało 21 cechów oraz kurkowe bractwo strzeleckie. Kościan odnotowany został w historycznych dokumentach podatkowych. W 1581 podatek w mieście płaciło 168 rzemieślników: 24 sukienników, 7 postrzygaczy, 6 płócienników, 16 krawców, 24 szewców, 19 siodlarzy, 16 kuśnierzy, 12 kołodziejów, rymarze, bednerze i stolarze. W 1592 odnotowany został cech czapników kościańskich. Cech garncarski powstał w 1582. Wcześniej bo od 1453 istniał cech kowalski, od 1520 cech kuśnierski, od 1545 cech stolarski (kołodziejski, bednarski itp.), 1557 cech krawiecki, 1568 cech piekarski, 1571 cech mielcarski, 1574 cech rzeźniczy, 1725 cech młynarski.
Najbardziej znanym był jednak cech sukienników, po raz pierwszy odnotowany w 1433 oraz w 1475. Pod tym względem Kościan był ośrodkiem o największym znaczeniu w Rzeczypospolitej Obojga Narodów. W XVI wieku miasto było nawet siedzibą ogólnopolskiego związku cechów sukienniczych. Sukna kościańskie dostarczano na dwór królewski i szyto z nich bogate szaty dla szlachty oraz duchowieństwa polskiego. Sukiennicy z Kościana mieli własne domy handlowe w innych miastach np. w Gnieźnie. Sława ich wyrobów rozeszła się daleko poza granice, rozwinął się eksport. Kościańskie sukno słynęło z najlepszej jakości, dzięki czemu w 1472 otrzymało od Kazimierza Jagiellończyka znak ochronny, uznany za pierwszy znak przemysłowy w Rzeczypospolitej. Była to pieczęć z ołowiu, z herbem Miasta Kościan, orłem królewskim o rozpostartych skrzydłach i literą C od imienia króla – Casimirus. W 1634 w mieście zanotowano 50 sukienników. Cech płócienników na nowo zawiązany został w 1717. Wilkierz sukienników potwierdził Stanisław August w 1766.

### W czasach I Rzeczypospolitej
W 1548 król polski Zygmunt August potwierdził miastu wszystkie przywileje i swobody nadane przez Kazimierza i jego następców. W XVI wieku w mieście mieszkała liczna ludność niemiecka. W 1648 w Kościanie odnotowana została drukarnia Wiganda Funka.
Dotkliwe straty i upadek potęgi Kościana nastąpił w czasie potopu. W 1655 miasto zajęli Szwedzi, obsadzając je załogą złożoną z 400 żołnierzy. Wojska Karola Gustawa z Kosciana wypędził starosta babimojski Krzysztof Jan Żegocki, który posłużył się fortelem. Przebrał on swoje wojska w szwedzkie mundury i dzięki pomocy mieszkańców zaskoczył Szwedów. Jednak szwedzkie wojsko spaliło miasto oraz zburzyło zamek i wszystkie umocnienia w odwecie za pomoc jaką mieszkańcy udzielili wojskom polskim. W wyniku działań wojennych miasto wyludniło się, część mieszkańców zbiegła na Śląsk, a w Kościanie po wojnie mieszkało zaledwie 400 osób. W 1656 miasto na krótki czas opanowali także Brandenburczycy. Zniszczenia odnotowała lustracja starostwa kościańskiego z 1661 raportująca spalenie miasta oraz miejscowego zamku (castrum) notowanego w dokumentach w latach 1312, 1441, 1522 i 1661.
12 czerwca 1662 król polski Jan Kazimierz potwierdził (w liczbie 8) wszystkie spalone w czasie potopu przywileje miejskie, które wydane zostały w różnych okresach historycznych przez różnych władców polskich. Dodatkowo potwierdzając także posiadłości przynależne do miasta: wsie Nacław, Sierakowo, Czarkowo i części Kurzej Góry osadzonych na prawie magdeburskim, a także przywilej 2 targów tygodniowych, pobieranie targowego, 3 jarmarki, do którego dodał także 4.
W 1768 w czasie konfederacji barskiej miasto opanowały wojska rosyjskie. Jednak w okolicy konfederaci pod dowództwem Zaręby, Grabowskiego i Zwierzchowskiego doszczętnie rozbili pod Rąbiniem rosyjski oddział Patkula.

### Rozbiory Polski
Wskutek II rozbioru Polski w 1793, miasto przeszło pod władanie Prus i jak cała Wielkopolska znalazło się w zaborze pruskim. W 1793 Kościan w dalszym ciągu otoczony był murami i liczył 1076 mieszkańców oraz 195 domów. Posiadał drewniane mosty przerzucone przez Obrę. Zabudowa była w większości drewniana, a ulice były brukowane. Większość ludności trudniła się rzemiosłem oraz handlem. Odnotowanych zostało 36 płócienników pracujących na 72 warsztatach, 34 szewców, 10 krawców, 9 rzeźników. W mieście i okolicy pracowało 11 wiatraków, działała olejarnia oraz cegielnia. Zanotowany został nawet budowniczy organów mieszkający w mieście. W tym okresie Kościan został odnotowany również jako lokalny ośrodek produkcji piwa, którego w mieście produkowano 1734 beczki rocznie.
W 1794 pod wodzą generała Józefa Niemojewskiego w Kościanie zawiązało się pierwsze powstanie wielkopolskie, które związało siły pruskie, uniemożliwiając współpracującym wojskom rosyjskim i pruskim przeprowadzenie oblężenia Warszawy w czasie insurekcji kościuszkowskiej. Niemojewski 31 sierpnia pod Kościanem zniósł 600. osobowy oddział wojsk pruskich gen. Mansteina. 13 września wyparł Prusaków z Kcyni i pod koniec września połączył się z dywizją gen. Jana Henryka Dąbrowskiego. Powstanie wielkopolskie, podobnie jak powstanie kościuszkowskie, jednak ostatecznie zakończyło się klęską wojsk polskich.
W okresie drugiego powstania wielkopolskiego, jakie odbyło się w 1806 w listopadzie tego roku, zorganizowano w Kościanie 4 regimenty piechoty. W tym samym okresie w Kościanie oraz Rawiczu kasztelan przemęcki Adam Klemens Kwilecki sformował 2 Pułk Jazdy, którym dowodził płk Franciszek Garczyński. W wyniku zwycięskich działań militarnych miasto w latach 1807–1815 znalazło się w granicach Księstwa Warszawskiego.
Od 1815 decyzją kongresu wiedeńskiego dokonano podziału Księstwa Warszawskiego i Wielkopolska ponownie weszła w skład Królestwa Prus jako Wielkie Księstwo Poznańskie. Rząd pruski dokonał sekularyzacji miejscowego klasztoru bernardynów, który zamienił w dom poprawczy dla przestępców. Natomiast kościół dominikanów odebrał katolikom, przeznaczając go dla gminy protestanckiej.
W latach 1849–1850 w Kościanie ukazywało się polskojęzyczne czasopismo Tygodnik Nadobrzański.
W XIX wiecznym Słowniku geograficznym Królestwa Polskiego miejscowość wymieniona została jako miasto powiatowe Kościan. W 1871 znajdowało się w nim 250 domów, w których mieszkało 3595 mieszkańców w tym 2553 katolików, 770 ewangelików oraz 1 chrześcijanin innego wyznania, a także 271 wyznawców judaizmu. W 1881 liczba mieszkańców wzrosła do 4 tysięcy. W 1890 miasto liczyło 4701 mieszkańców w tym 3548 katolików, przeważnie Polaków, 257 ewangelików oraz 195 wyznawców judaizmu.
Wybudowanie w 1856 roku linii kolejowej Poznań – Wrocław przyczyniło się do rozwoju przemysłu, głównie tytoniowego i cukrowniczego. Mieszkańcy trudnili się także rolnictwem, kuśnierstwem oraz płóciennictwem. 22 czerwca 1868 w mieście powstała, jako jedna z pierwszych na ziemiach polskich pod zaborami, Spółka Pożyczkowa dla Powiatu Kościańskiego (późniejszy Bank Ludowy w Kościanie, aktualnie Bank Spółdzielczy w Kościanie), założony przez 47 mieszkańców Kościana i okolic: dr Bojanowskiego, Karlińskiego, Plucińskiego, dr Niegolewskiego, Władysława Zakrzewskiego i innych.
W 1912 w mieście pojawili się pierwsi polscy harcerze inspirowani ruchem skautowym Roberta Baden-Powella. Pierwsza Drużyna skautowa im. Jana Sobieskiego w Kościanie założona została w tym roku przez dr Teofila Jórgę oraz Józefa Kamińskiego .

### Okres II RP
31 grudnia 1918 roku kontrolę nad miastem przejęli powstańcy wielkopolscy. Oddziały utworzone przez mieszkańców rozbroiły niemiecką załogę miasta, a później walczyły one także pod Lesznem, Osieczną oraz Wolsztynem. Traktat wersalski usankcjonował w 1919 roku powrót Kościana do Polski.
W 1921 w granicach II Rzeczypospolitej miasto liczyło 7803 mieszkańców, a w 1939 ok. 13 tys. W okresie międzywojennym w mieście istniała cukrownia, betoniarnia, fabryka cygar, wytwórnia win, zakłady graficzne, młyny, tartaki oraz liczne zakłady rzemieślnicze.

### Okres II wojny światowej

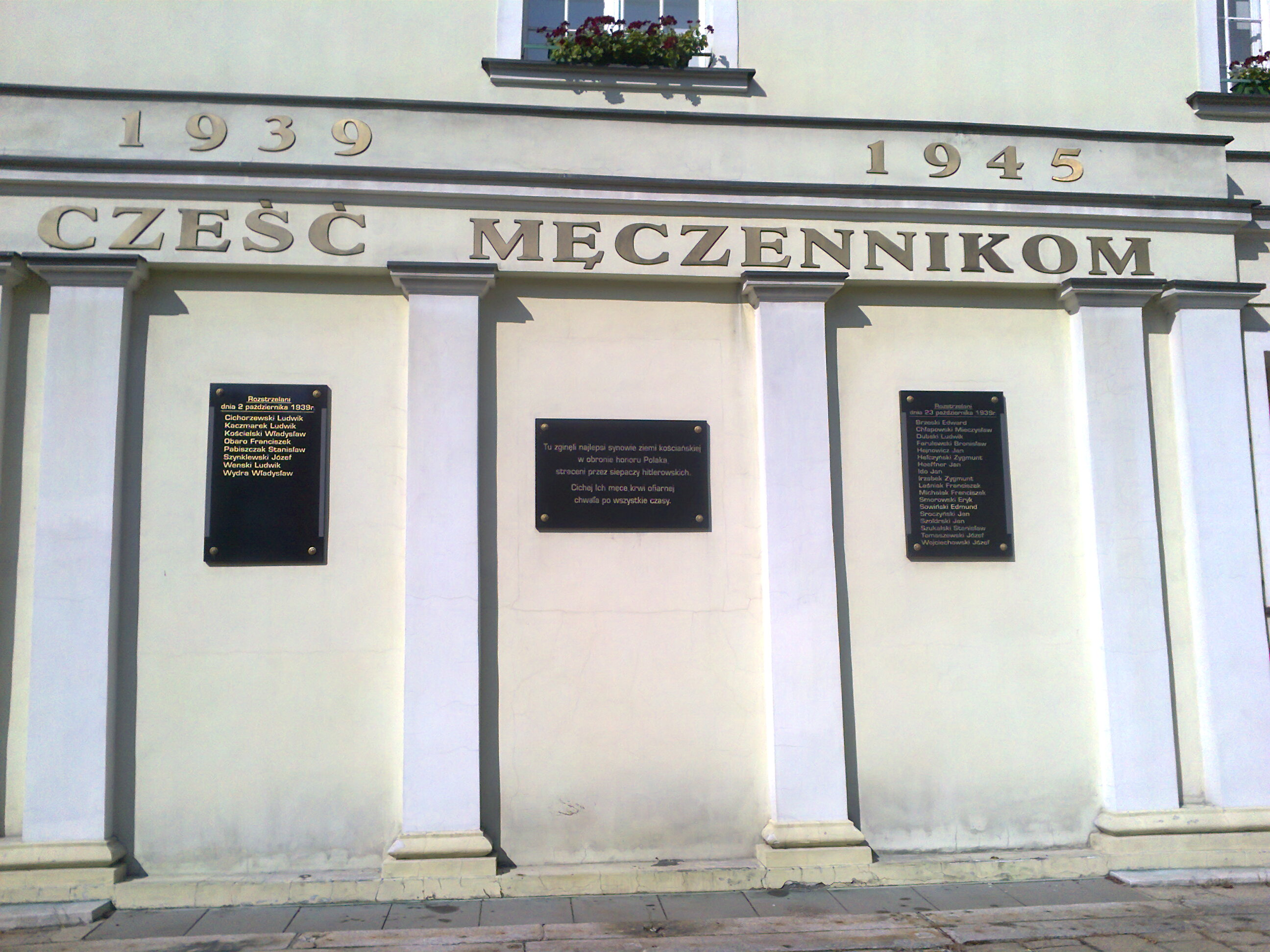
Miejsce egzekucji Polaków w Kościanie dokonanej przez niemieckich nazistów w latach 1939–1945.

Duże zniszczenia miasta przyniosła II wojna światowa. Od września do końca 1939 roku w mieście działała niemiecka grupa operacyjna Einsatzgruppe VI prowadząca czystki etniczne w ramach akcji T4, Intelligenzaktion oraz operacji Tannenberg. W czasie ich trwania Niemcy zamordowali pomiędzy 2 września a 23 października 1939 w dwóch egzekucjach masowych 26 Polaków. 7 listopada 1939 Gestapo rozstrzelało w parku miejskim 45 kościaniaków.
W styczniu i lutym 1940 w lesie nieopodal Jarogniewic niemieccy zbrodniarze zamordowali (poprzez zagazowanie) 534 pacjentów Zakładu Psychiatrycznego w Kościanie. Po 1945 zwłoki pomordowanych ekshumowano i przeniesiono na cmentarz parafialny w Kościanie.
W czasie II wojny światowej z miasta wysiedlono większość Polaków do Generalnego Gubernatorstwa, w zamian sprowadzono Niemców w ramach akcji kolonizacyjnej Heim ins Reich.

### Okres po II wojnie światowej
Po zakończeniu wojny w 1946 miejscowość liczyła 10 800 mieszkańców, a w 1961 wzrosła do 15 993. W 1967 zajmowała 11,04 kilometra kwadratowego.
Po wojnie nastąpiła odbudowa miasta ze zniszczeń wojennych oraz jego rozbudowa. Do lat 60 wybudowano 130 nowych domów mieszkalnych, szkołę podstawową oraz kilka budynków przeznaczonych dla administracji. Zbudowano lub odbudowano 3 mosty w miejsce zniszczonych 4 istniejących przed wojną. Rozbudowano także istniejące zakłady przemysłowe oraz stworzono całkiem nowe. Powstały wtedy: wylęgarnia drobiu, Zakłady Remontu i Budowy Urządzeń Chemicznych, fabryka mebli, rzeźnia, fabryka cygar i papierosów, hale magazynowe. Reaktywowana została działalność powstałej w 1881 roku cukrowni. Miasto zyskało w okresie PRL także nowe urządzenia gospodarki komunalnej: wodociągi, filtry wody, gazownię oraz jarzeniowe oświetlenie uliczne. W latach 60. w mieście funkcjonowały trzy szkoły podstawowe, trzy szkoły zawodowe oraz liceum ogólnokształcące. Działał dom kultury, basen otwarty, szpital powiatowy oraz sanatorium dla nerwowo chorych.
W latach 90. XX w. oraz na początku XXI wieku, w czasie transformacji ustrojowej oraz III RP większość fabryk, oprócz mleczarni, została zamknięta lub przeniesiona. W 2011 Obrzańska Spółdzielnia Mleczarska została przejęta przez Mlekovitę, która nieprzerwanie kontynuuje działalność mleczarską.
W lutym 1972 miasto gościło ogólnopolskie seminarium historyków powstania wielkopolskiego
W latach 1960-1972 miasto było siedzibą gromady Kościan, ale nie należało do niej. W latach 1975–1998 miasto administracyjnie należało do województwa leszczyńskiego.

## Burmistrzowie
Urząd Burmistrza Miasta Kościan po odrodzeniu samorządu w Polsce w 1990 sprawowali:

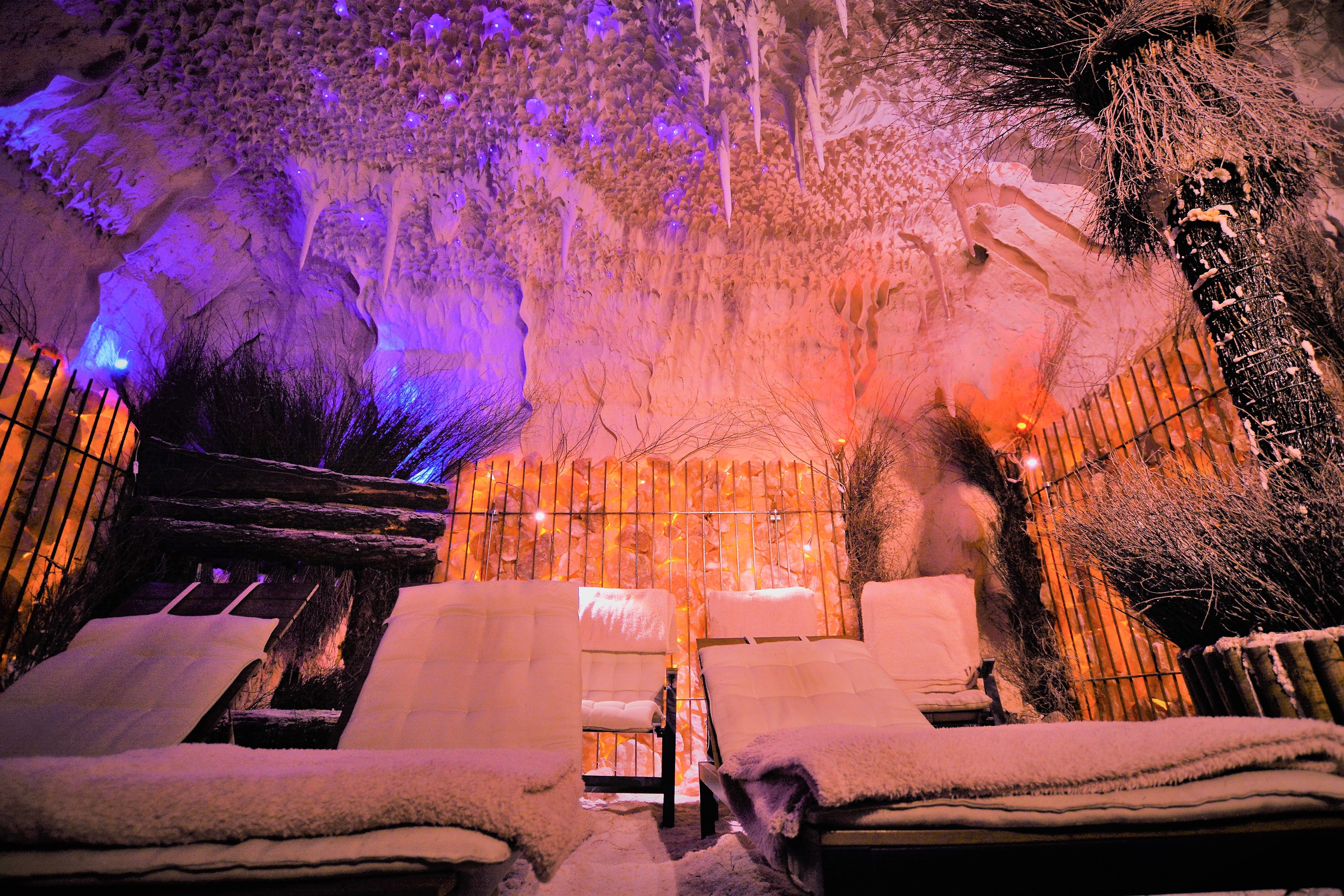
Grota solna w Kościanie

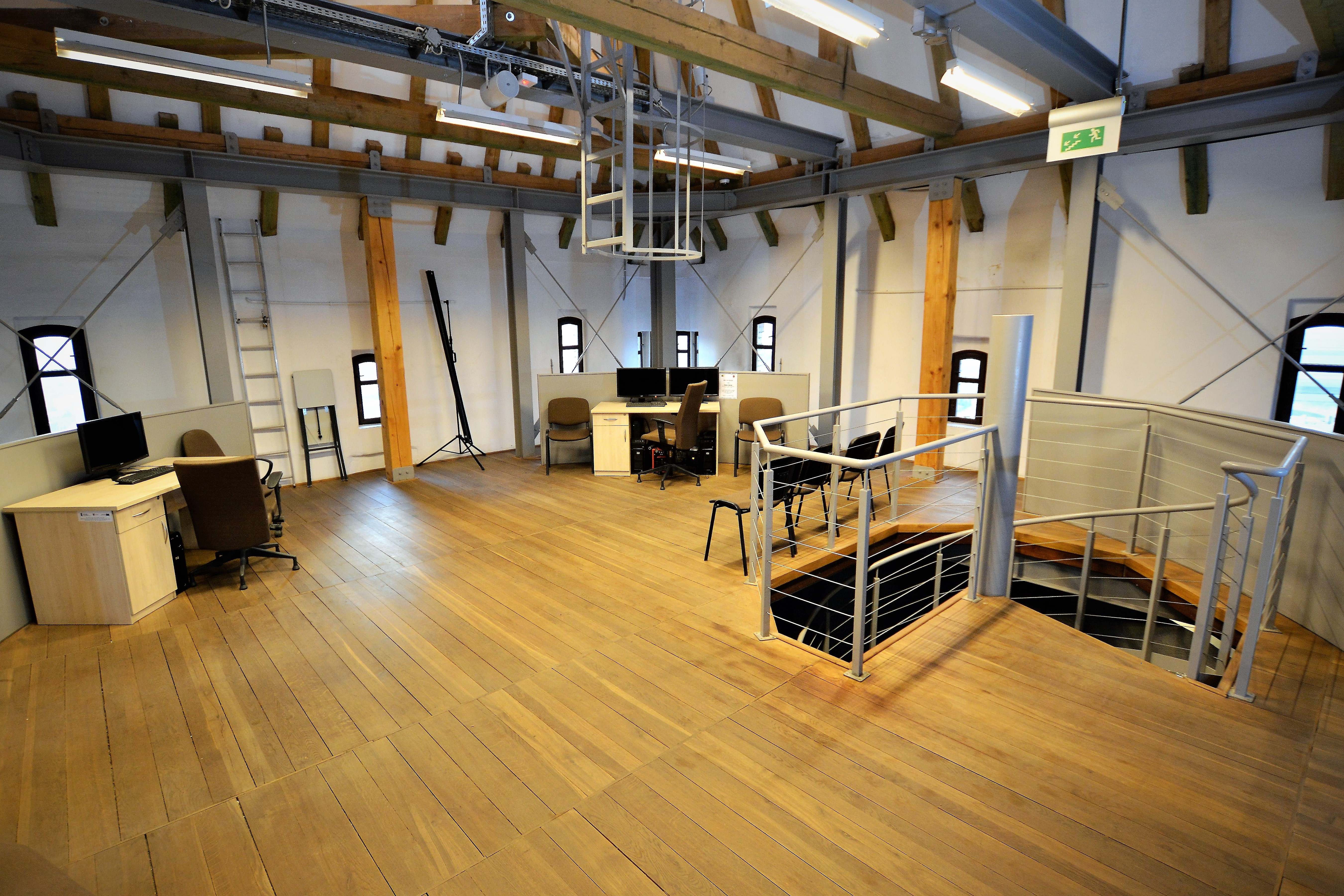
Siedziba Obserwatorium astronomicznego w Kościanie

- 1990–1994 – Aleksander Heller
- 1994–1998 – Jerzy Bartkowiak
- 1998–2002 – Mirosław Woźniak
- 2002–2006 – Jerzy Bartkowiak
- 2006–2018 – Michał Jurga
- 2018–2024 – Piotr Ruszkiewicz
- od 2024 – Sławomir Kaczmarek

## Zabytki i atrakcje turystyczne
Do zabytków Kościana należą:

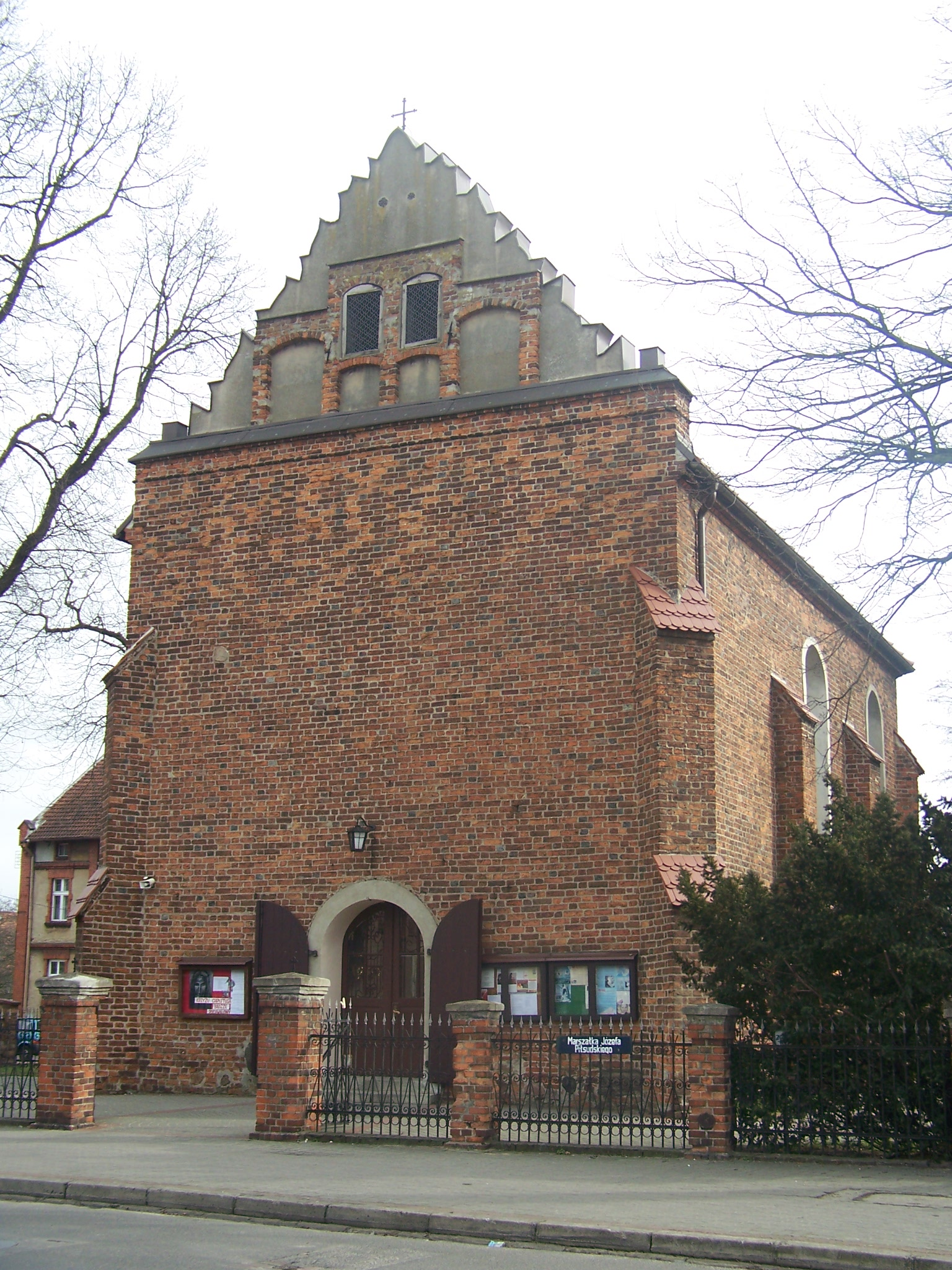
Kościół Świętego Ducha z II poł. XIV wieku

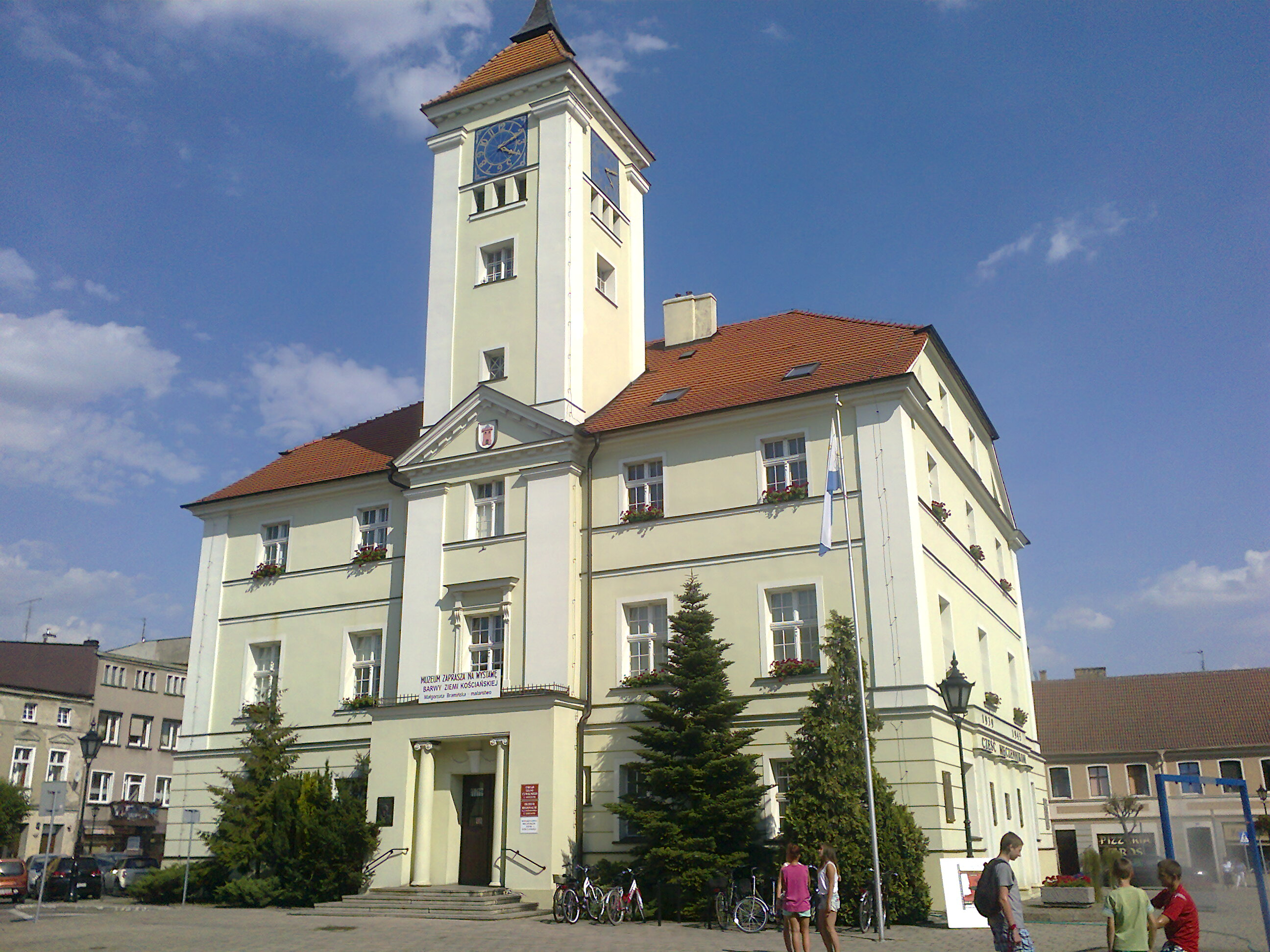
Ratusz (XV, XIX w.), obecnie siedziba Muzeum Regionalnego

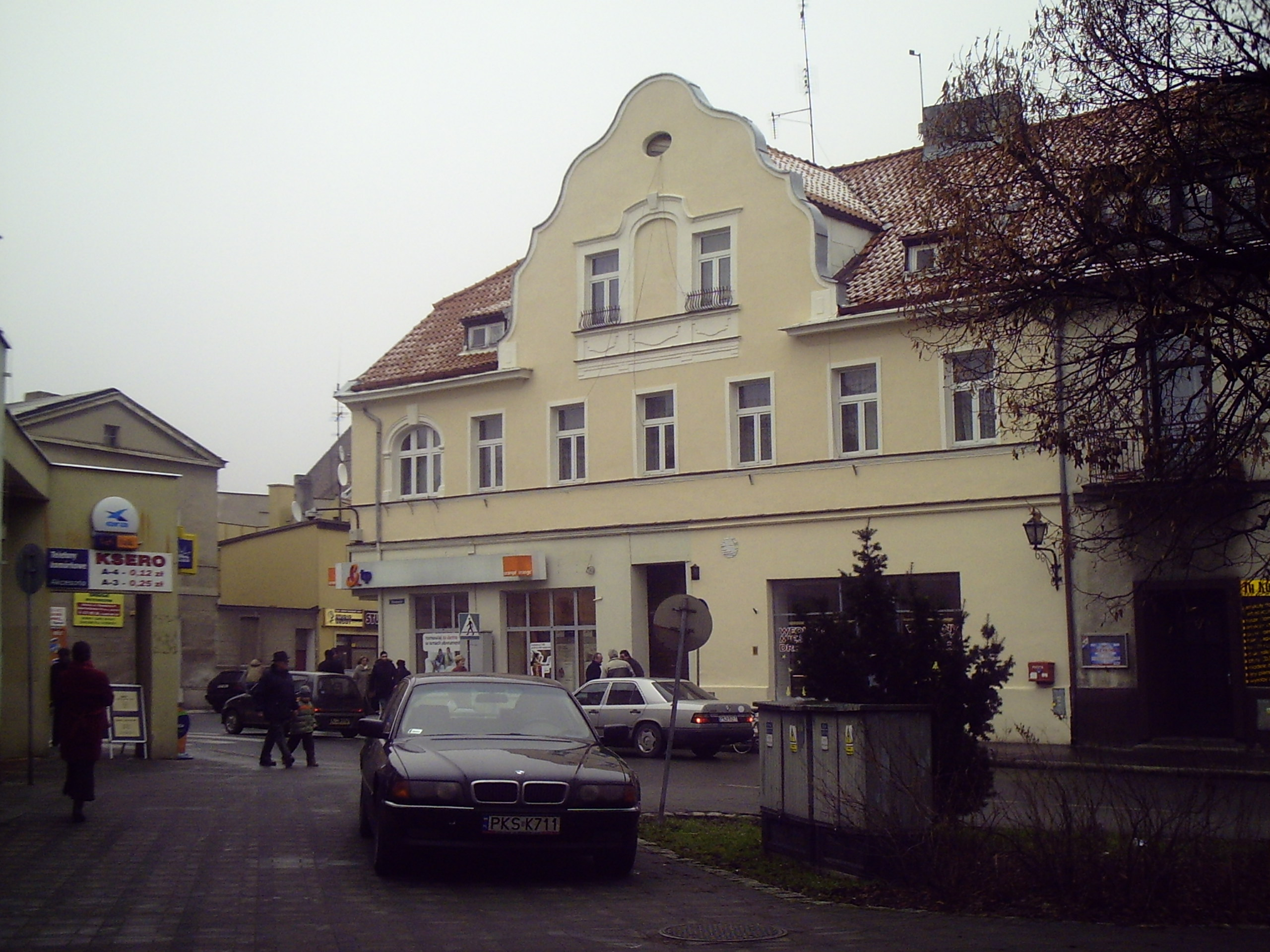
Zabytkowy dom w Kościanie

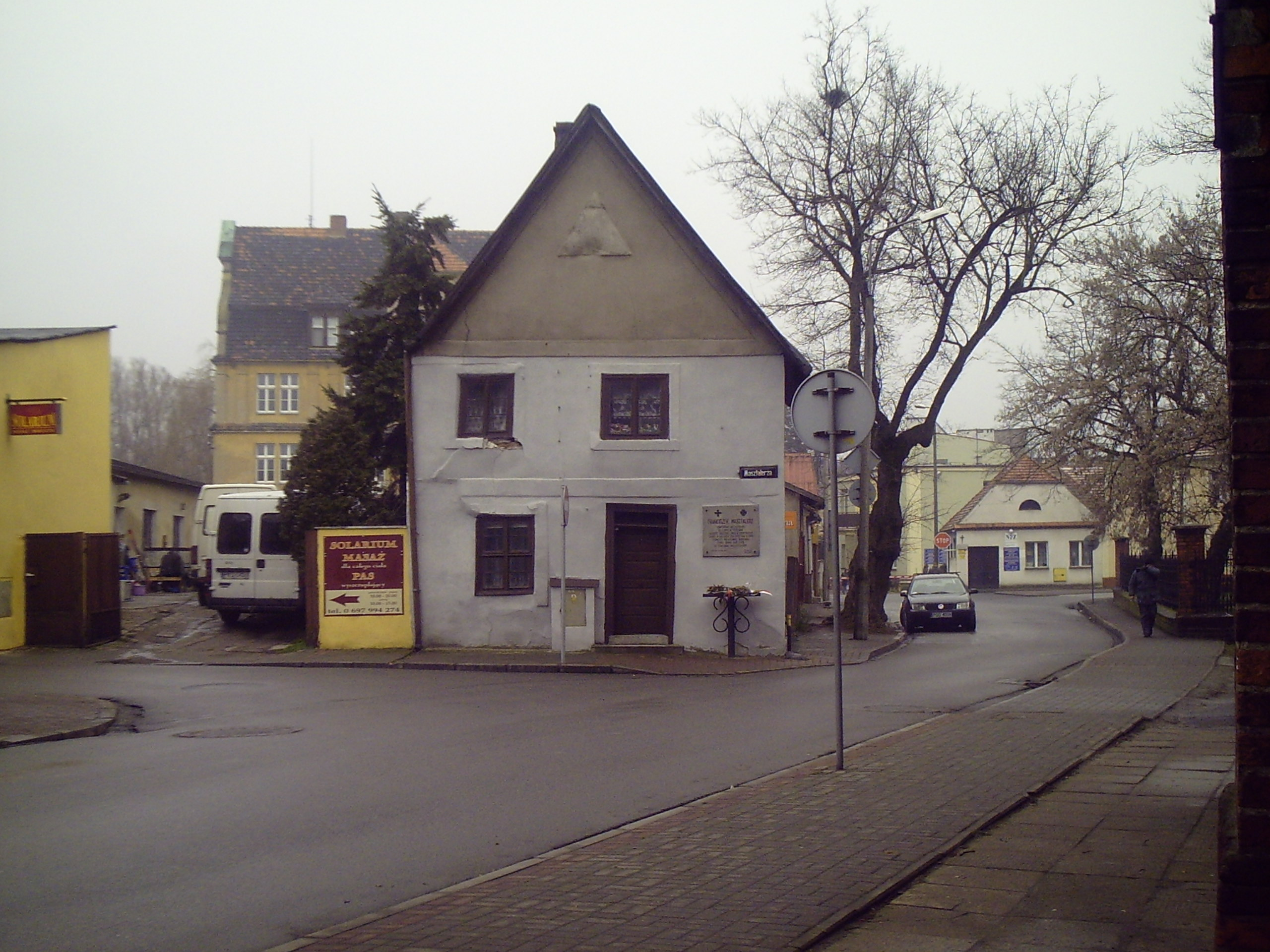
Krzywy dom przy ulicy Masztalerza

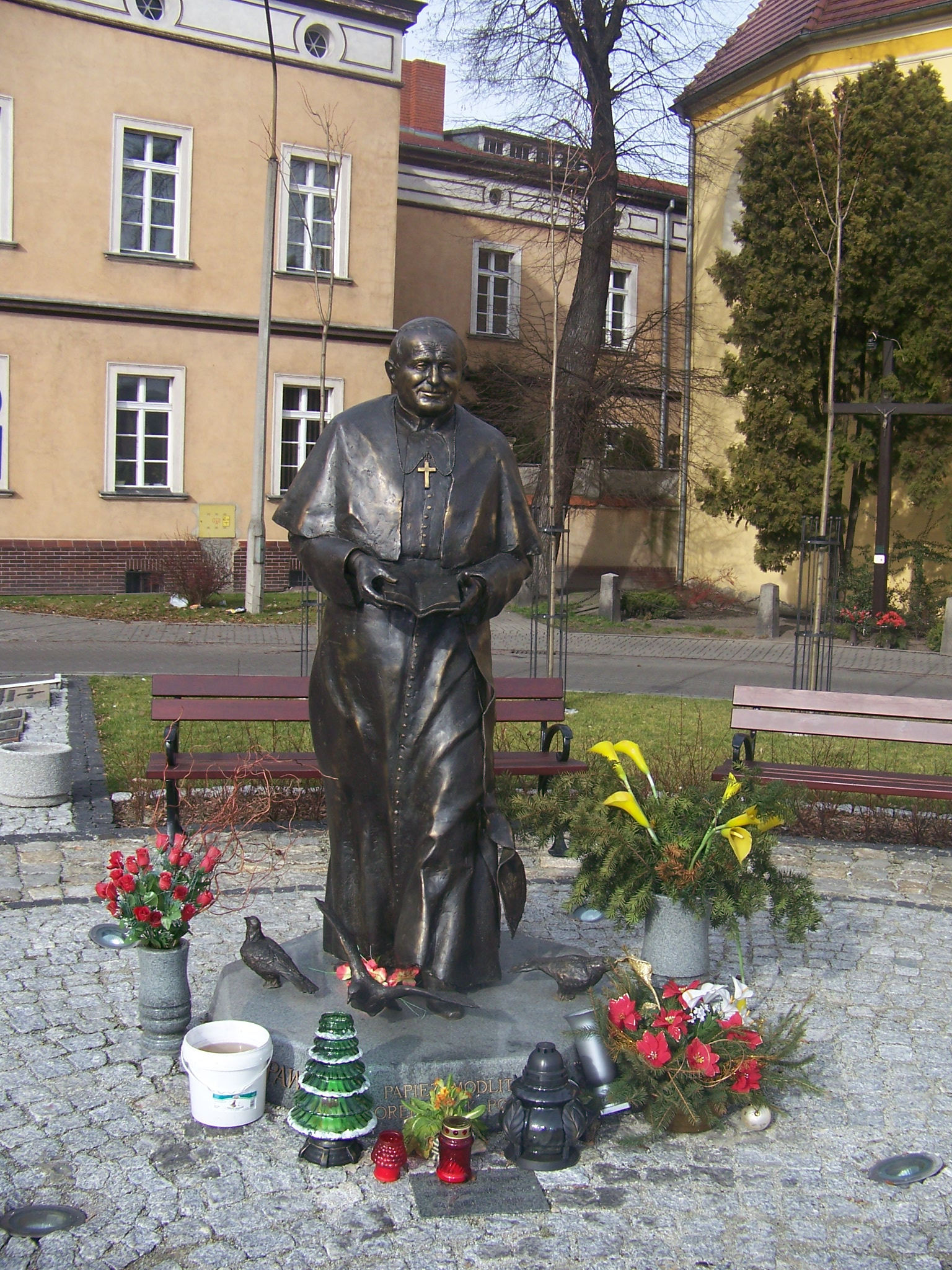
Pomnik Jana Pawła II przed kościołem Pana Jezusa

- Kościół farny Wniebowzięcia NMP gotycki z XIV wieku z niedokończoną wieżą mierzącą pierwotnie ponad 60 metrów i cennymi ołtarzami: Głównym, Zesłania Ducha Świętego, św. Anny, św. Józefa, św. Kazimierza, M.B. Szkaplerznej, św. Barbary, św. Walentego, św. Benona i Serca Pana Jezusa,
- Kaplica pw. Pana Jezusa z 1666 roku,
- Kościół Świętego Ducha z II poł. XIV wieku,
- Ratusz z XV wieku,
- Pozostałości murów miejskich z XIV – XVI wieku,
- Kamienice z XVIII – XIX wieku,
- Zespół dawnego klasztoru bernardynów wzniesiony w latach 1605–1611,
- Wiatrak Koźlak z 1714 roku,
- Budynek poczty przy al. T. Kościuszki z 1838 roku,
- Willa starosty przy al. T. Kościuszki,
- Starostwo powiatowe z końca XIX wieku,
- Wille sanatoryjne,
- Kaplica pw. NMP Anielskiej,
- Park miejski im. Kajetana Morawskiego,

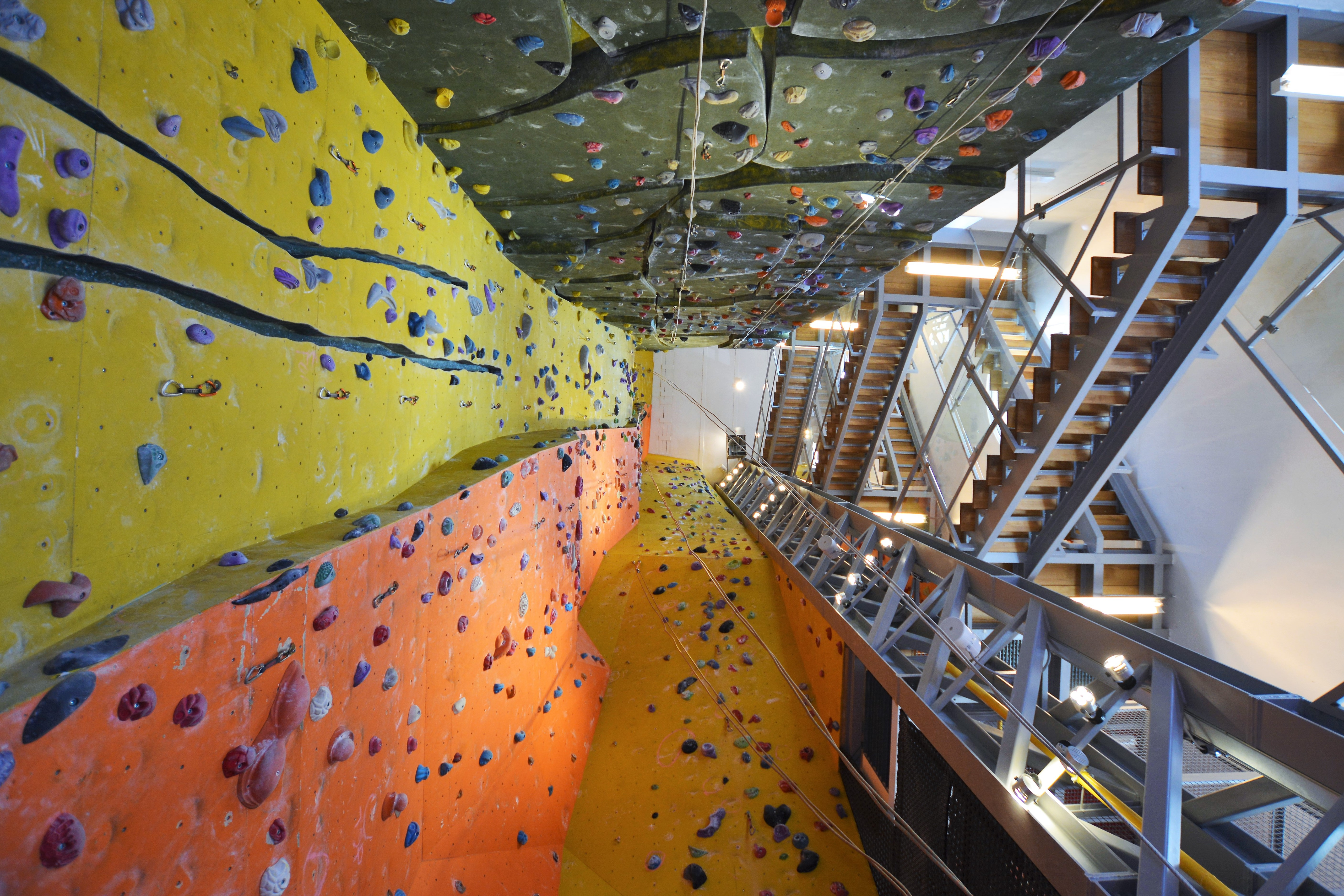
Ściana wspinaczkowa w Wieży Ciśnień

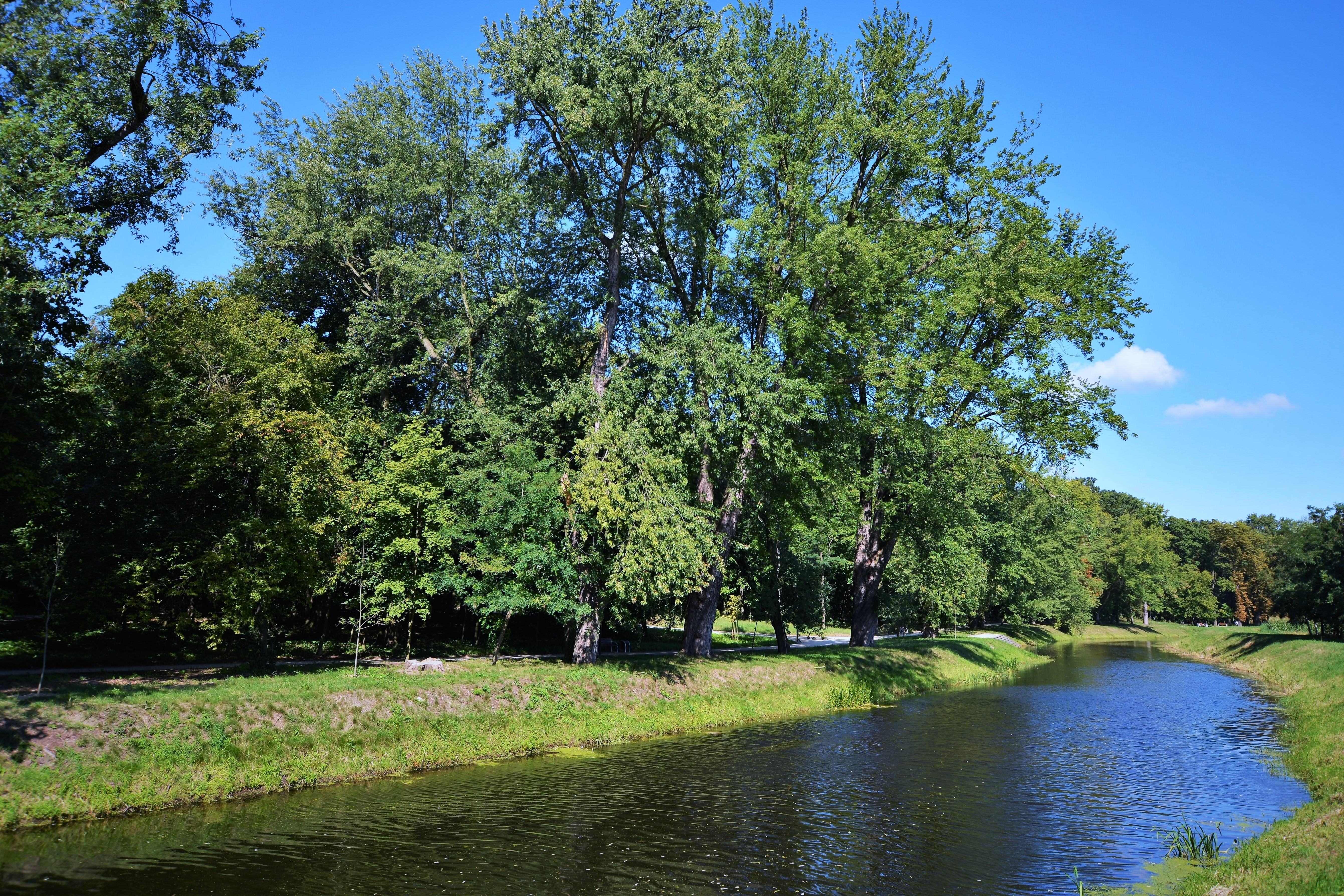
Park Miejski w Kościanie i rzeka Obra

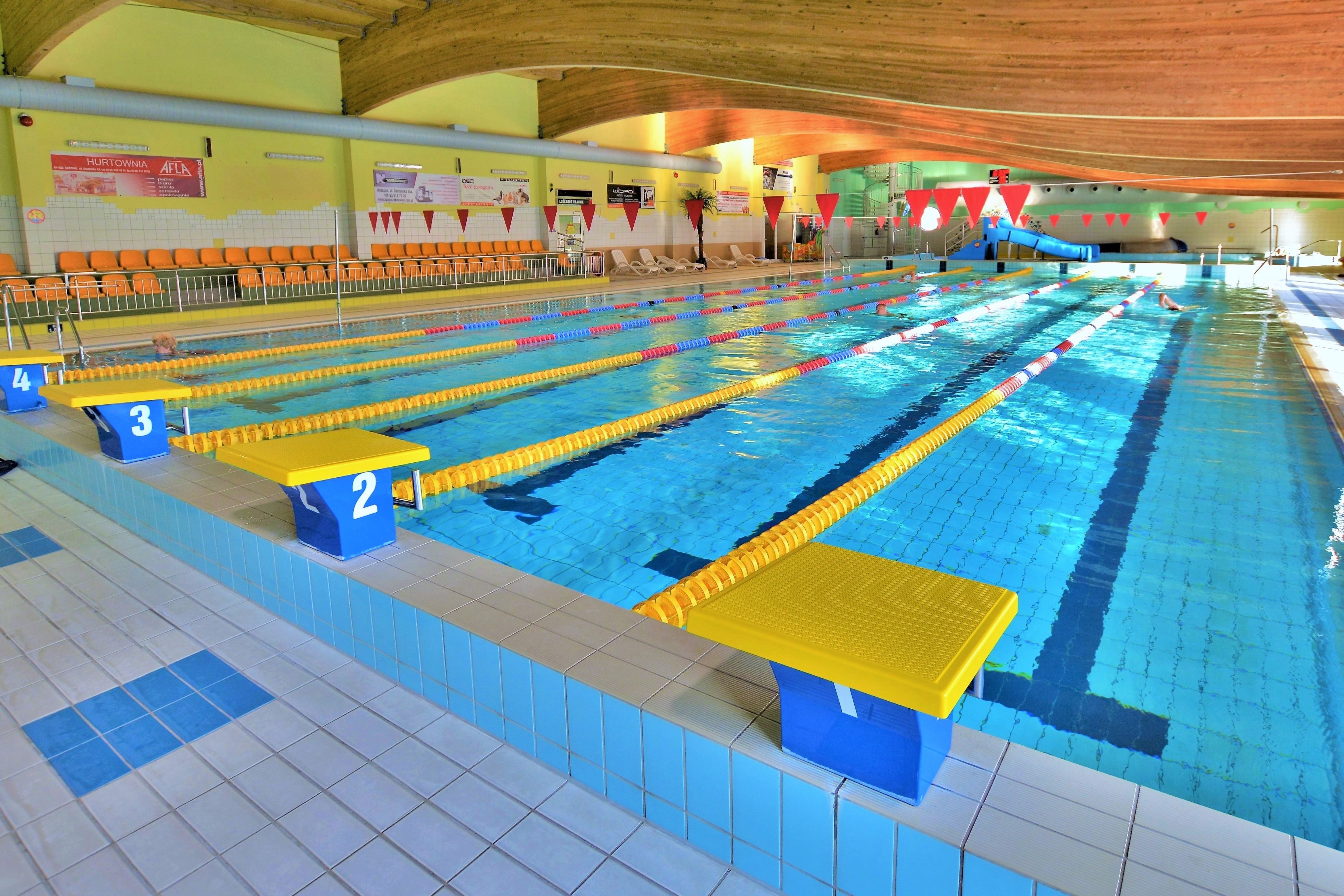
Kryta pływalnia w Kościanie

- Szpital św. Zofii zbudowany w 1912 roku,
- Kaplica św. Zofii przebudowana w 1908 roku,
- Neogotycka kaplica cmentarna z XIX wieku,
- Nenufar Club (figury świata),
- Kompleks sportowo-rekreacyjny Łazienki: Tor saneczkowy z 1937 roku, basen z 1943 roku i hala sportowa z 1956 roku,
- Krzywy dom przy ulicy Masztalerza 2 z XIX wieku,
- Kościańskie Planty,
- Miejska biblioteka w dawnym kościele ewangelickim z 1846 roku,
- Kościan: Miasto mostów i kładek: 6 mostów drogowych, 3 kolejowe oraz 10 mostów i kładek dla pieszych,
- Willa miejska przy alei Kościuszki z końca XIX wieku,
- Eklektyczna willa przy ulicy Młyńskiej z 1904 roku,
- I Liceum Ogólnokształcące im. Oskara Kolberga,
- Uniwersytet w dawnej wytwórni papierosów,
- Secesyjna ulica Surzyńskiego,
- Dworzec Kolejowy z 1856 roku,
- Budynki dawnej Cukrowni Kościan SA: Willa cukrownicza, wysoki na 85 metrów komin, hala produkcyjna itp.,
- Modernistyczne osiedla: Jagiellońskie, gen. W. Sikorskiego, Piastowskie, Konstytucji 3 Maja,
- Modernistyczny kościół pw. Alberta Chmielowskiego,
- Pomniki: Floriana Marciniaka, ks. Surzyńskiego, św. Jana Nepomucena, Feliksa,
- Cmentarze kościańskie: Parafialny i Komunalny,
- Budynek sądu przy Placu Niezłomnych,
- Krzywe rondo znajdujące się przy osiedlu Konstytucji 3 Maja,
- Zabytkowy kompleks rzeźni zbudowany w 1912 roku, rozbudowany w 1913 roku,
- Plac Wolności,
- Katolicka szkoła powszechna przy ulicy Mickiewicza zbudowana w latach 1914–1915 (obecnie Zespół Szkół nr 1),
- Stuletnia spółdzielnia mieszkaniowa i stuletni blok przy ulicy Bączkowskiego,
- Wieża ciśnień przy ulicy Czempińskiej z 1908 roku. Remontowana w latach 2011–2013. Posiada jedyny na świecie dach obserwatorium astronomicznego postawiony na prostokącie[25],
- Najwyższą budowlą w Kościanie jest komin nieistniejącej cukrowni o wysokości 85 metrów[potrzebny przypis]

Atrakcje turystyczne i rekreacyjne:
- Ściana wspinaczkowa w kościańskiej Wieży Ciśnień to jeden z najciekawszych obiektów tego typu w Polsce. W klimatycznych, zabytkowych wnętrzach można skorzystać ze ścian wspinaczkowych o łącznej powierzchni 345 m². O ich wyjątkowości stanowi przede wszystkim wysokość – ponad 18 metrów.
- Obserwatorium astronomiczne w Kościanie prowadzi działalność dydaktyczną i popularyzatorską. Jest ona realizowana poprzez organizację spotkań, w trakcie których prowadzone są teleskopowe obserwacje nieba, wykłady popularnonaukowe, warsztaty, a także lekcje.
- Taras widokowy w zabytkowej Wieży Ciśnień znajduje się pomiędzy 18-metrowymi ściankami wspinaczkowymi, a obserwatorium astronomicznym skrytym pod obrotowym dachem wieży.
- Diorama znajduje się Muzeum Regionalnym w Kościanie. Na makiecie zlokalizowano 40 poświadczonych w źródłach obiektów historycznych w skali 1:380. Obszar o wymiarach 2,5 × 3 m obejmuje znajdujący się w obrębie murów miejskich Kościan wraz z zamkiem starościńskim.
- Escape Room znajduje się w Muzeum Regionalnym w Kościanie. Pozwala on poczuć klimat wydarzeń z grudnia 1918 r. w Kościanie. Jego wystrój oraz znajdujące się w nim rekwizyty pozwalają wcielić się w rolę zakonspirowanego członka Rezerwy Skautowej. Głównym zadaniem jest wydostanie się z pomieszczenia poprzez rozwiązanie znajdujących się w nim zagadek i znalezienie kluczy do wyjścia.
- Kajaki – wypożyczalnia kajaków znajduje się na tyłach Hali Sportowej Łazienki (dojazd od ulicy Łąkowej).
- Kryta pływalnia Miejskiego Ośrodka Sportu i Rekreacji w Kościanie znajduje się przy ul. Nacławskiej 84.
- Grota solna, która mieści się w przyziemiu krytej pływalni Miejskiego Ośrodka Sportu i Rekreacji w Kościanie.
- Sauny, które mieszczą się w budynku krytej pływalni Miejskiego Ośrodka Sportu i Rekreacji w Kościanie mają bardzo dobry wpływ na zdrowie i samopoczucie człowieka.
- Sezonowe sztuczne lodowisko mieści się przy krytej pływalni Miejskiego Ośrodka Sportu i Rekreacji w Kościanie.
- Park miejski im. Kajetana Morawskiego. 15-hektarowy Park Miejski im. Kajetana Morawskiego to doskonałe miejsce na wypoczynek dla całych rodzin i dobre miejsce do biegania, jazdy na rowerze, spacerów i uprawiania nordic walking. Graniczący z parkiem kanał Obry przyciąga w to miejsce wędkarzy i kajakarzy. Śnieżną zimą w parku panują dogodne warunki do uprawiania narciarstwa biegowego.

## Edukacja
Pierwsza szkoła w Kościanie istniała już w XV wieku. Mieszkańcy miasta licznie studiowali również poza miejscowością. W XVII wieku na Uniwersytecie Jagiellońskim w Krakowie odnotowano 110 studentów pochodzących z Kościana. W drugiej połowie XIX wieku funkcjonowała tutaj szkoła elementarna, szkoła rektorska oraz szkoła żeńska. W okresie PRL działały 3 szkoły podstawowe, 3 zawodowe oraz liceum ogólnokształcące.
Obecnie w mieście funkcjonują:
- Przedszkola
  - Samorządowe Przedszkole nr 1
  - Samorządowe Przedszkole nr 2
  - Samorządowe Przedszkole nr 3
  - Samorządowe Przedszkole nr 4
- Zespoły Szkół
  - Zespół Szkół nr 1
  - Zespół Szkół nr 2
  - Zespół Szkół nr 3
  - Zespół Szkół nr 4
- Szkoły średnie
  - Liceum Ogólnokształcące im. Oskara Kolberga
  - Zespół Szkół Ponadgimnazjalnych im. Franciszka Ratajczaka
- Inne szkoły
  - Kolegium Uniwersytetu im. Adama Mickiewicza
  - Zakład Doskonalenia Zawodowego Ośrodek Kształcenia
  - Prywatne Centrum Edukacji
  - Państwowa Szkoła Muzyczna I stopnia im. ks. dra Józefa Surzyńskiego
  - Zespół Szkół Specjalnych im. Marii Konopnickiej

## Transport

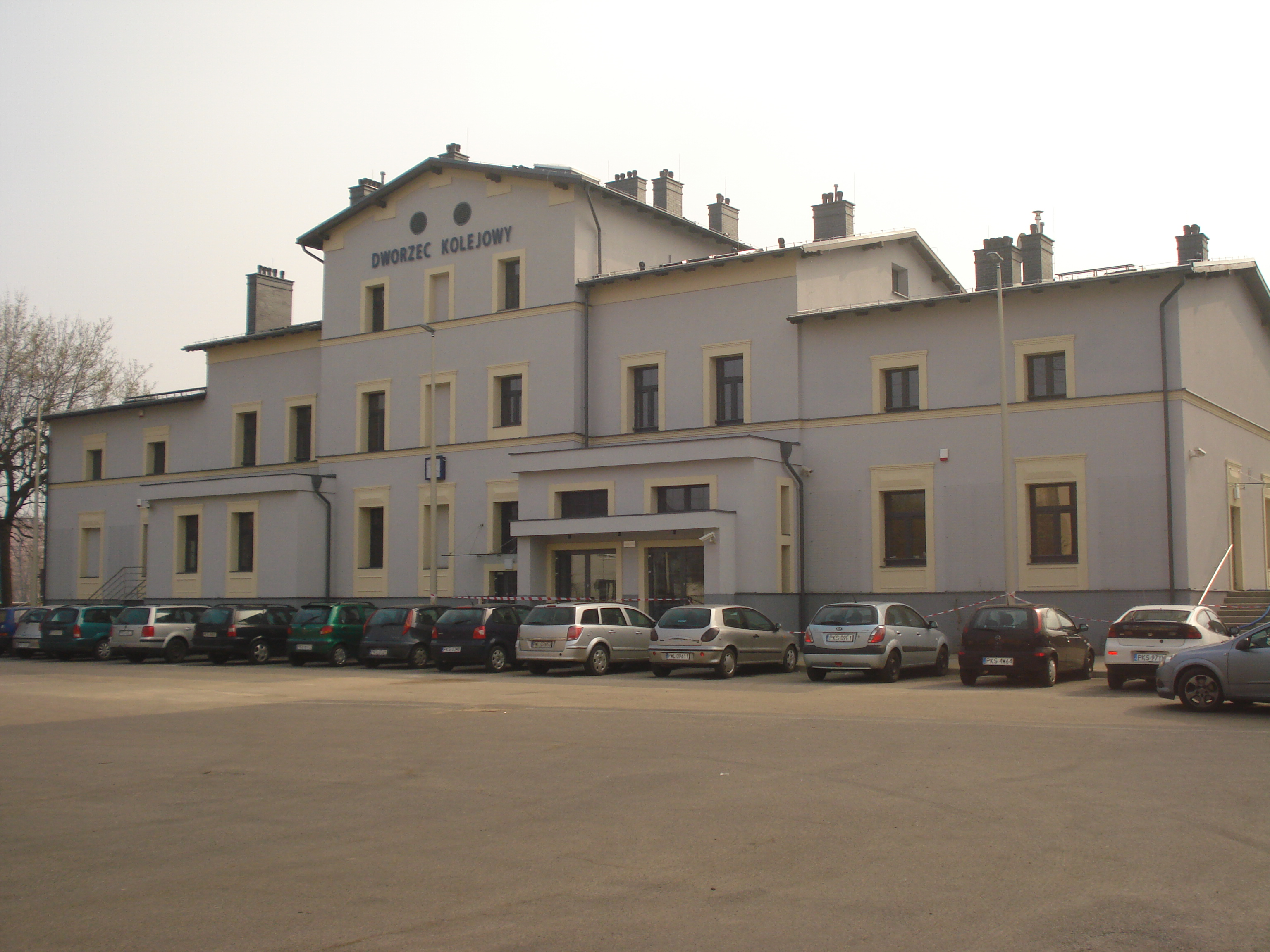
Dworzec kolejowy w Kościanie

- Znaczny węzeł drogowy i kolejowy. W mieście krzyżują się drogi krajowe i wojewódzkie:
  - droga krajowa nr 5: Świecie – Bydgoszcz – Gniezno – Poznań – Kościan – Leszno – Wrocław – granica z Czechami (dawne przejście graniczne Lubawka-Kralovec)
  - droga wojewódzka nr 308: Nowy Tomyśl – Grodzisk Wielkopolski – Kościan – Kunowo
- Linie kolejowe łączą Kościan bezpośrednio z wieloma miastami (połączenia bezpośrednie):
  - Kościan – Wrocław – Przemyśl (najdłuższe połączenie bezpośrednie)
  - Kościan – Poznań – Bydgoszcz – Gdynia
  - Kościan – Poznań – Suwałki

## Demografia

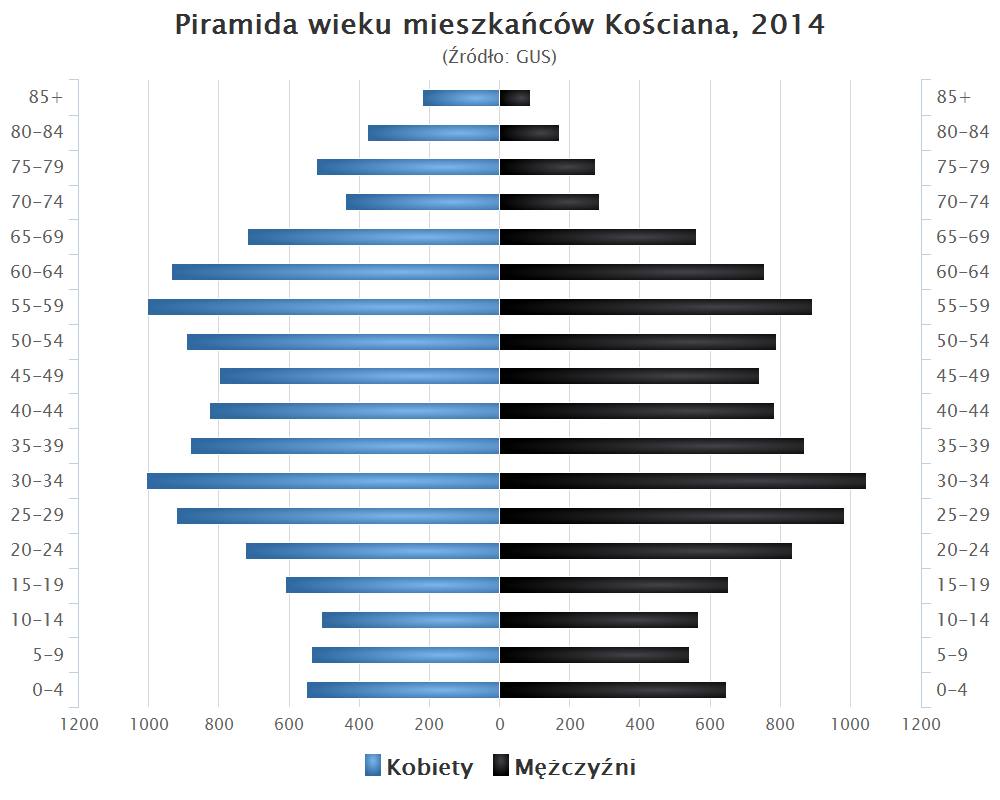
Piramida wieku mieszkańców Kościana w 2014 roku

## Sport

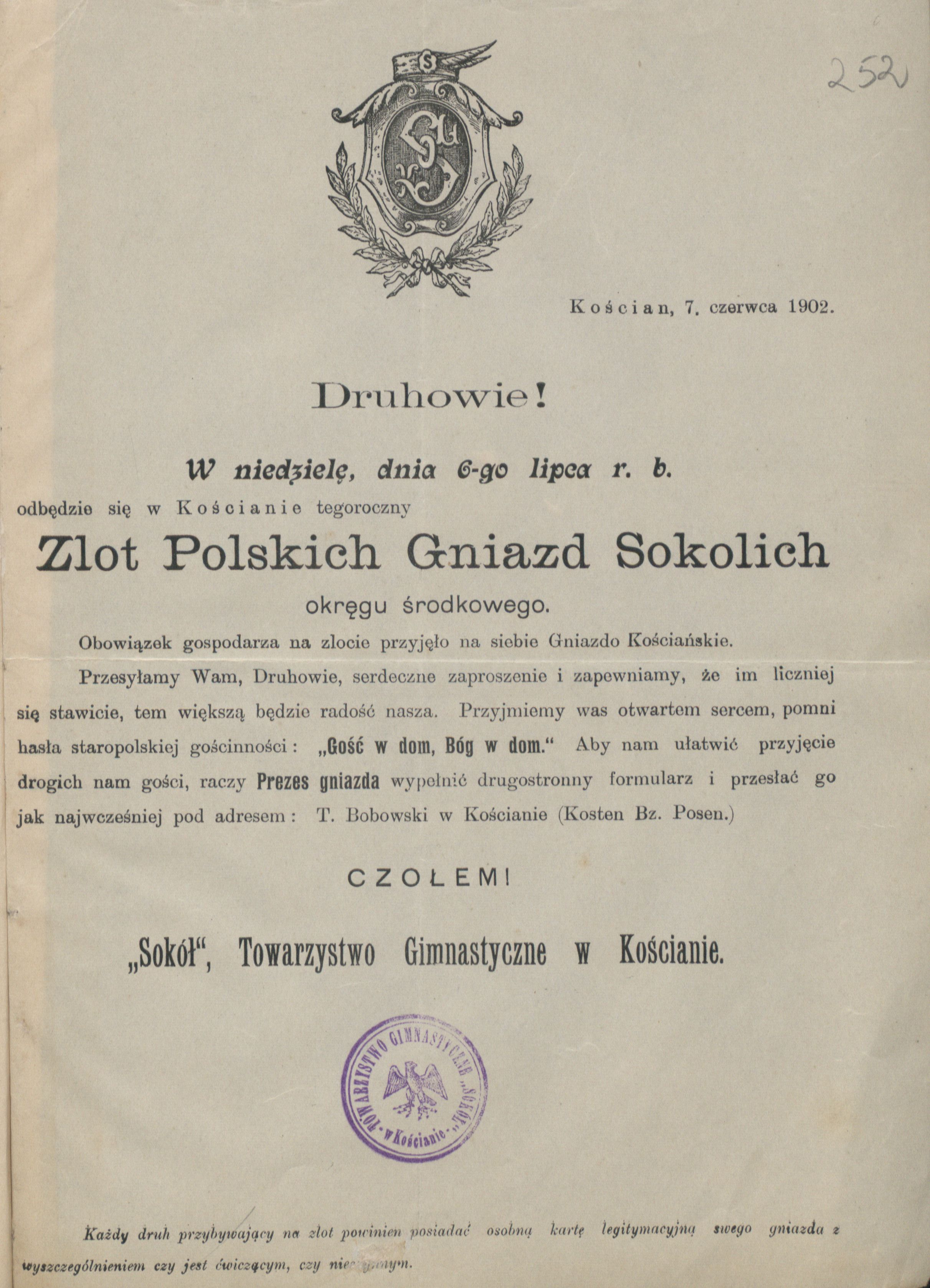
Zaproszenie na Zlot Gniazd Sokolich do Kościana (1902).

Pierwszym klubem sportowym w Kościanie był regionalny oddział Polskiego Towarzystwa Gimnastycznego „Sokół”, który powstał w 1894. W 1902 zorganizowało ono regionalny zlot gniazd sokolich. W 1912 powstał pierwszy w Kościanie i jeden z pierwszych w Wielkopolsce polski klub sportowy „Fervor”.
Obecnie w mieście funkcjonują następujące kluby sportowe:
- Piłkarski Klub Sportowy Obra Kościan (IV liga)
- Basket Club Obra Kościan (II Liga Koszykówki, grupa A)
- Międzyszkolny Klub Sportowy „Tęcza” (II Liga Piłki Ręcznej, grupa Wielkopolska)
- Sportowy Klub Taekwon-do Tiger (taekwon-do ITF i kickboxing). Sekcja klubu działa od 2009 roku. W 2013 r. sekcja weszła w skład KS „Tiger Wielkopolska” Taekwondo
- Klub Sportowy „Kobra Jass” (trójbój siłowy)
- Uczniowski Klub Sportowy „KSM Tęcza” (szachy)
- Kościański Klub Żeglarski
- Ludowy Klub Sportowy „Sana” (lekkoatletyka)
- Klub Bokserski im. F.Stamma
- Uczniowski Klub Sportowy „Jedynka” (koszykówka chłopców)
- Uczniowski Klub Żeńskiej Piłki Siatkowej
- Uczniowski Klub Sportowy „Czwórka” (piłka nożna chłopców)
- Uczniowski Klub Sportowy „Sokół” (taekwondo)
- Uczniowski Klub Sportowy „Hellada” (tenis ziemny i stołowy)
- Uczniowski Klub Żeńskiej Piłki Siatkowej „UKŻPS” (siatkówka)
- Kościańskie Towarzystwo Tenisowe
- Akademia Piłkarska Reissa – Kościan (piłka nożna dla dzieci)
- Towarzystwo Sportowe „Amator”
- Klub Karate „Gottsu”
- Klub Hokejowy Wilki (hokej na lodzie)
- Alliance BJJ (sztuki walki, jiu jitsu, luta livre)
- Lech Poznań Football Academy – Kościan (piłka nożna dzieci)
- KSW Nokaut Koscian (MMA, boks, mauy thai)
- Speed Feet '16 (biegi górskie i terenowe)

## Wspólnoty wyznaniowe
- Kościół rzymskokatolicki:

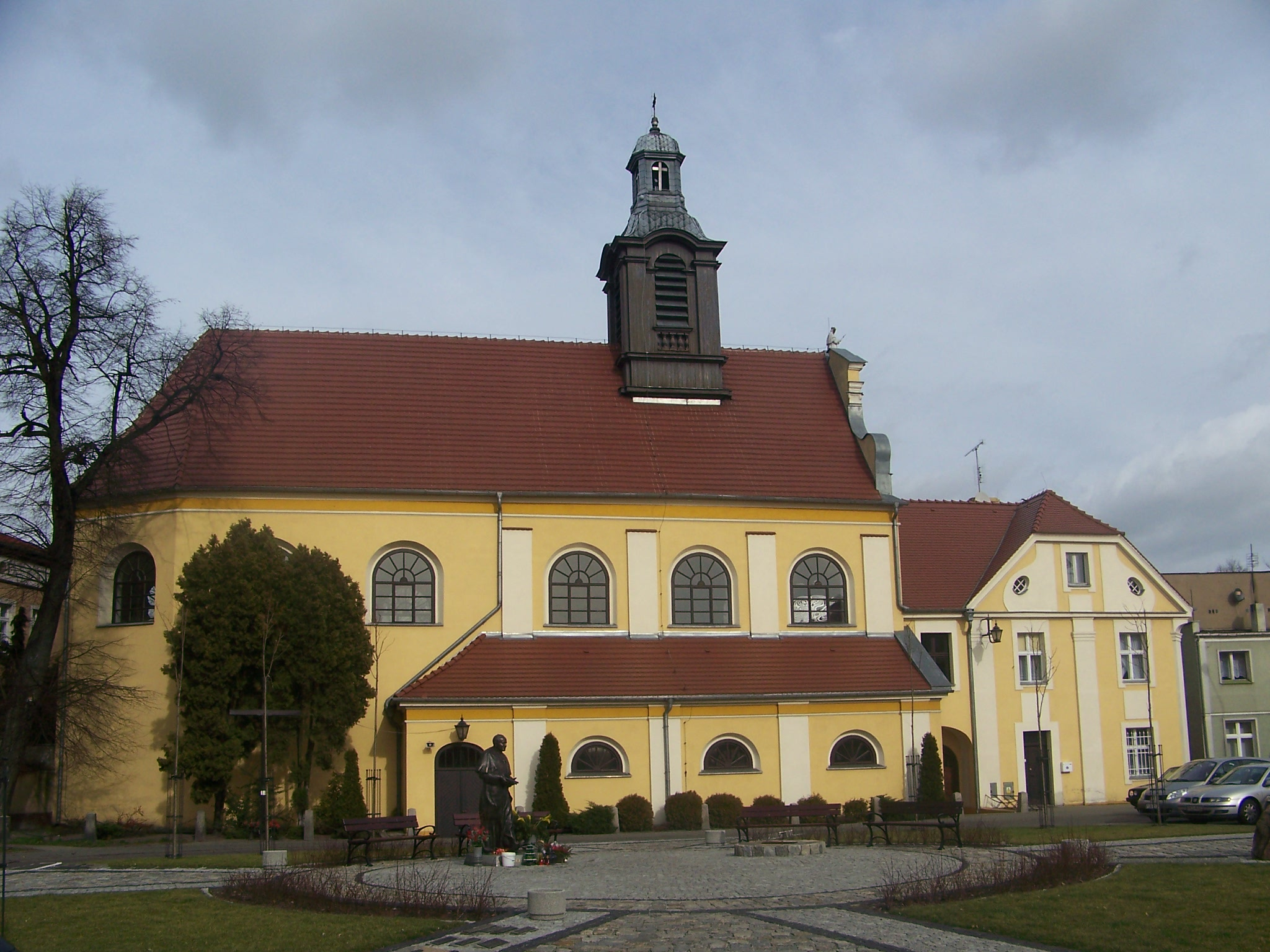
Kościół pod wezwaniem Pana Jezusa w Kościanie

  - parafia Najświętszej Maryi Panny Wniebowziętej
  - parafia pw. Ducha Świętego
  - parafia pw. św. Brata Alberta Chmielowskiego
  - parafia pw. św. Jana Pawła II
- Świadkowie Jehowy:
  - zbór Kościan (Sala Królestwa ul. Traugutta 4)[29].
- Świecki Ruch Misyjny „Epifania”:
  - zbór w Kościanie[30]

## Współpraca międzynarodowa
- Alzey[31]
- Wernshausen/Schmalkalden[32]
- Krimpen aan den IJssel[33]
- Nederlek[34]
- Rakovník[35]
- Sümeg[36]